# Хвостов, Дмитрий Иванович
Дми́трий Ива́нович Хвосто́в (19 (30) июля 1757, Петербург — 22 октября (3 ноября) 1835, там же) — русский поэт, один из поздних представителей поэтического классицизма; военный и государственный деятель.
Получил образование в Московском университете, некоторое время провёл в Страсбургском университете. В 1779 году дебютировал при императорском дворе пьесой «Легковерный». Действительный член Императорской Российской академии (1791), почётный член Императорской Академии наук (1817). В 1772—1779 годах состоял на военной службе, в 1783—1788 служил в Сенате. В 1790 году возвращён на военную службу в звании подполковника, в 1795 году пожалован камер-юнкером, с 1797 года — обер-прокурор Сената. В 1799—1802 годах обер-прокурор Святейшего Синода. В 1799 году удостоен титулом графа Сардинского королевства, подтверждённым в России в 1802 году. В 1807 году пожалован сенатором и находился на действительной службе до 1831 года. В том же году произведён в действительные тайные советники и назначен присутствовать во временном общем собрании Сената, в котором и числился до самой кончины.
Значительную часть жизни собирал материалы для составления словаря русских писателей, но не довёл его до завершения. Хвостовский перевод «Андромахи» Расина (1794) пользовался успехом у читателей и неоднократно ставился на сцене. Граф участвовал в издании журнала «Друг просвещения» (1804—1806). Консервативность политических взглядов, архаизм стиля и языка и огромные усилия по многократному изданию и распространению своих сочинений привели к тому, что в 1820-е годы граф Хвостов стал популярной мишенью для насмешек со стороны младших литературных поколений и адресатом многочисленных эпиграмм. Его имя осталось в истории русской литературы, хотя и в негативном ключе: в публикациях XIX века Хвостова открыто именовали графоманом (в терминологии первой половины века — метроманом). Однако Д. И. Хвостов никогда не вступал со своими недоброжелателями в конфликт и активно помогал молодым литераторам, не делая разницы между литературными направлениями. Новшеством, внесённым им в русскую поэзию, стало воспевание берёзок как символов Родины, а также героизация образа Ивана Сусанина.
При жизни граф Хвостов выпустил четыре полных собрания своих поэтических произведений (четырёхтомное в 1817 и 1821—1824; пятитомное в 1827; семитомное в 1829—1834 годах). В дальнейшем они не переиздавались. На протяжении всего XX века его наследие изучалось литературоведами (в том числе Ю. М. Лотманом и А. В. Западовым), избранные стихотворения публиковались в 1931 и 1971 годах. В 1997 и 1999 годах выходили однотомные собрания поэтических произведений; первое монографическое исследование жизни и творчества Д. И. Хвостова было опубликовано в 2017 году Ильёй Виницким.

## Биография

### Ранние годы (1757—1788)

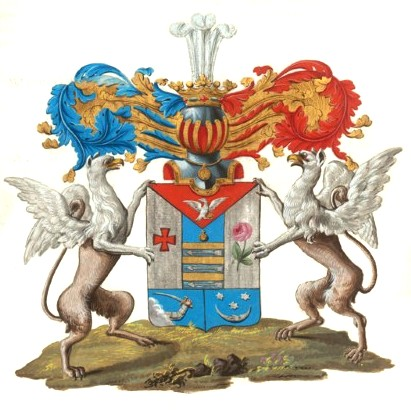
Герб Хвостовых

Род Хвостовых восходил к прусскому маркграфу Аманду Бассаволе, который в 1267 году приехал «из Цесарской земли служить великому князю Даниле Александровичу» — сыну Александра Невского. Примерно в это же время из тех же мест на службу к русским великим князьям прибыли предки Романовых и Пушкиных. Аманд — по-русски Василий — был назначен московским наместником. Его праправнук Алексей, по прозвищу Хвост также был московским тысяцким; на этом посту он был убит в 1357 году. Его потомками являлся последующий служилый род. Отец будущего поэта — лейб-гвардии поручик Иван Михайлович Хвостов (1732—1809) — был сыном устюжского воеводы. Иван Михайлович в 1755 году был помолвлен с Верой Григорьевной Кариной, бывшей шестью годами его моложе. Первый их сын — Алексей — родился в 1756 году, скончался молодым, но успел заявить о себе в литературных кругах, написав комедию. Второй сын у Хвостовых родился 19 июля 1757 года в Петербурге, в доме на Вознесенской улице напротив церкви того же имени, в полночь; крещён был во имя святителя Димитрия Ростовского, прославленного в том же году императорским указом.
По замечанию А. Е. Махова, жизнь Хвостова была географически двойственной. В отрочестве и юности он подолгу жил в родительском доме в Москве, а также в родовом поместье Выползова Слободка на правом берегу реки Кубра по дороге на Ярославль, невдалеке от Переславля-Залесского. Восьми лет от роду Дмитрия отправили в московский пансион магистра Иоганна Литке (ранее там получил образование Григорий Потёмкин), где мальчик изучил французский и итальянский языки, историю, географию, логику, риторику и физику. В 1768—1769 годах он пребывал в университетской гимназии. Достигнув 17 лет, Дмитрий Хвостов обучался математике и латыни в Московском университете. Существуют отрывочные сведения о том, что в 1773—1775 годах Дмитрий Иванович был отправлен в Европу и даже записался на курсы теологии и риторики в Страсбургский университет, но неизвестно, как долго в нём обучался; уже весной 1775 года он вернулся на родину. Сам Хвостов утверждал, что не слишком преуспевал в светских науках, — ему не давались танцы, не было прогресса в верховой езде, и вообще он отличался «холодным нравом и любовью к уединению». Своего рода отроческая «вялость» вызывала сравнения с Буало. Тем не менее в 1772 году Хвостов был зачислен в лейб-гвардии Преображенский полк, а в 1779 году уволен в отставку подпоручиком. Во время службы свёл знакомство с Дмитрием Горчаковым.
Всё в мире сем равно. Премудрая природа

Прилично одарить умела всех людей;

Умом, и красотой, и младостью своей,

И прелестьми ты ей должна различна рода.

Всего лишённым быть на свете часть моя;

Но коль любим тобой, то всё имею я

И благосклонна мне природа. 
Судя по «Автобиографии», литературное развитие Хвостова шло постепенно, оно стимулировалось тем, что в родительском доме бывали друзья и родственники — Василий Майков, Александр Сумароков, Денис Фонвизин, Павел Потёмкин и другие писатели. К первой пробе пера относился перевод некой «Истории пчёл в двух частях», вероятно, сочинения натуралиста Жиля Базена. К числу детских упражнений, делаемых под руководством учителя — Николая Депрадта, относились и переводы из Жана Кайлявы д’Эстанду; трёхактная комедия «Помешательство в женитьбе» была поставлена в Москве в 1775 году. Приведённый во врезке мадригал был переводом из Вольтера и, как указывал Хвостов в примечании к пятому тому собрания собственных сочинений, являлся первым его стихотворным произведением. Впрочем, в седьмом томе того же собрания сочинений был опубликован перевод стихотворения Руссо, посвящённого двойному самоубийству Терезы и Фальдони, датированный четырьмя годами ранее. Для формирования Хвостова-поэта важным оказалось его членство в кружке братьев Кариных — родственников по матери. Старший из них — Александр Григорьевич — завещал Дмитрию свою библиотеку. Кончина Сумарокова в 1777 году была осмыслена в этом кругу как символическое событие, поскольку Фёдор Григорьевич Карин (1740—1800) рассматривал себя как его наследника. Эти взгляды он привил и молодому Хвостову.
В пятницу, 4 октября 1779 года, в Эрмитажном театре была поставлена комедия Хвостова «Легковерный», на представлении присутствовала императрица Екатерина II, которая досмотрела спектакль до конца. Именно эту пьесу Дмитрий Иванович считал началом своего профессионального занятия литературой. Успехом комедия была обязана и игре Ивана Дмитревского. Рукопись комедии не была напечатана и считалась утраченной, однако И. Ю. Виницкий обнаружил её в Хвостовском архиве Пушкинского Дома. Сюжет комедии, по-видимому, был заимствован из итальянской традиции или её французских подражаний. Первый драматургический успех привёл к тому, что Хвостов за следующие десять лет написал несколько пьес, некоторые из которых увидели свет в «Российском Феатре» княгини Дашковой. Перевод эталонной расиновской трагедии «Андромаха» был посвящён Екатерине II. Молодой драматург также написал либретто к опере «Хлор-царевич» по мотивам сказки самой императрицы.
После нескольких лет жизни в родовом имении Выползова Слободка на реке Кубре Хвостов вернулся в Петербург и поступил на службу обер-провиантмейстером, в 1783 году перешёл на службу в Государственную экспедицию и стал экзекутором во 2-м департаменте Сената. В это время он перевёл для генерал-прокурора князя Вяземского трактат о финансах Неккера (перевод остался в рукописи). В 1788 году Дмитрий Иванович вновь подал в отставку со статской службы и удалился в своё имение.
Д. И. Хвостова называют «Первым этнографом» переславского края, где он написал и издал книгу «О знаменитости Переславля-Залесского в древние и новые времена…».

### Покровительство Суворова. Академия Российская (1789—1802)

#### Женитьба

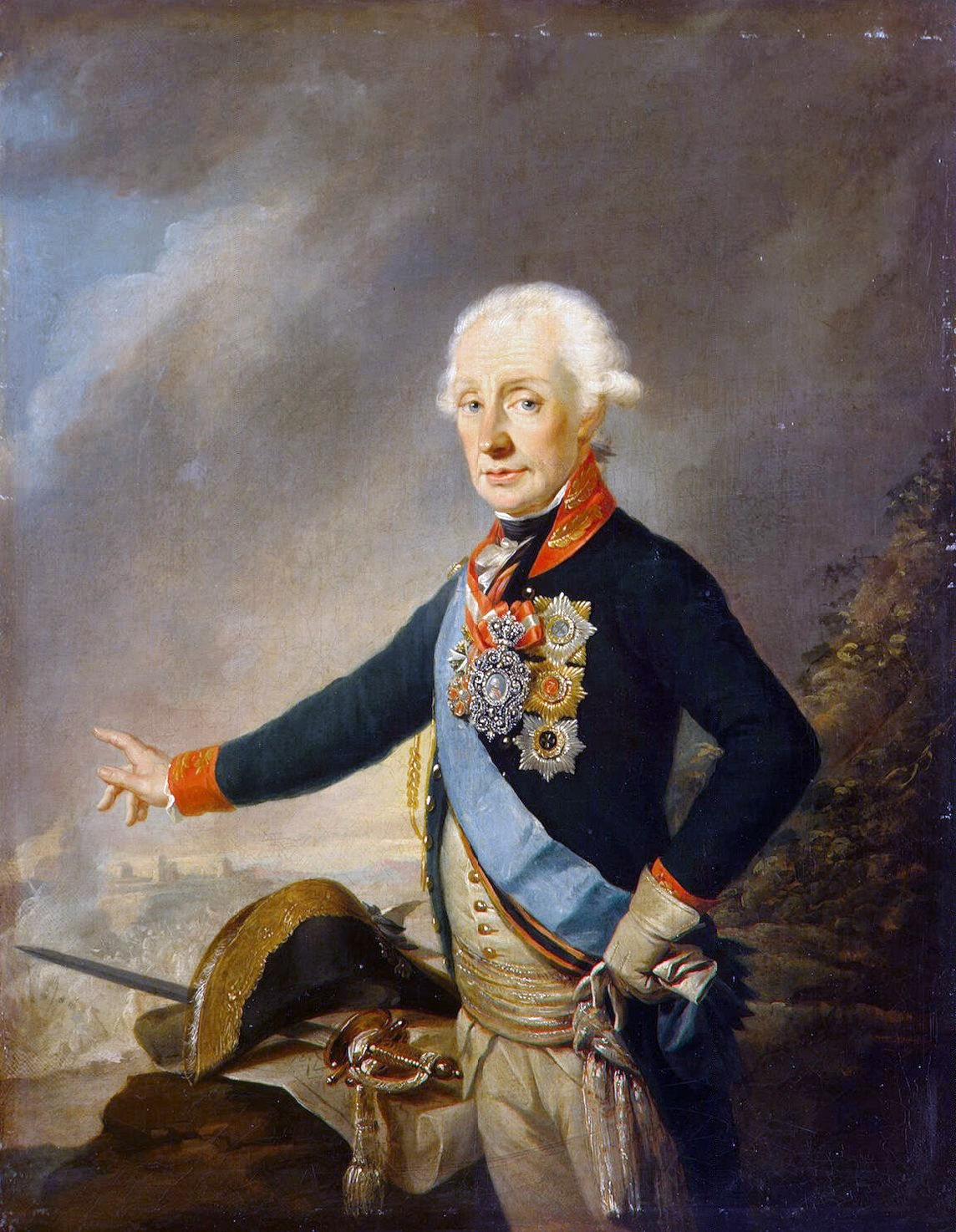
И. Крейцингер. Портрет А. В. Суворова 1799 года. Репродукция из книги «Русские портреты XVIII и XIX веков. Издание Великого князя Николая Михайловича Романова» (1905—1909)

В мемуарах Ф. Ф. Вигеля утверждалось, что «неблагообразный и неуклюжий» Хвостов, не будучи удачливым по службе, «лет до тридцати пяти… присватывался ко всем знатным невестам, но они отвергали его руку». По Вигелю, «пришлась по нём» княжна Аграфена Ивановна Горчакова (27.06.1766—02.12.1843) — дочь генерал-поручика И. Р. Горчакова, кузина друга поэта — князя Дмитрия Петровича Горчакова и любимая племянница Суворова. Супруга эталонного неудачника русской литературы также описывалась современниками в комическом ключе. Судя по сохранившейся переписке, она не слишком хорошо владела французским языком, а по-русски писала с ошибками; кроме того, она была подвержена карточной игре. Свадьба была 17 января 1789 года. Брак оказался удачным: Дмитрий Иванович считал, что Аграфена Ивановна более других чувствует в нём «достоинство не вельможи или стихотворца, но честного человека». В своих сочинениях он именовал её Темирой, по-видимому, в подражание Пленире и Милене Державина. У супругов был единственный сын Александр (1796—1870), не оставивший потомства. Даже неблагожелательные мемуаристы сравнивали отношения Дмитрия Ивановича и Аграфены Ивановны с Филемоном и Бавкидой. В автобиографии Хвостов писал, что всегда возмущался существовавшим в те времена законом, по которому вдова получала только седьмую часть имущества покойного супруга, и обратился к императору Александру. Хотя граф не был юристом, но его аргументация произвела впечатление, в результате указом 11 июня 1816 года русские дворянки получили возможность полного наследования имущества.
Женитьба на племяннице великого полководца привела к тому, что Дмитрий Иванович Хвостов стал доверенным лицом Александра Васильевича Суворова. Современники объясняли суворовское покровительство сумасбродством великого человека. Известность получил следующий анекдот:

Хвостов сказал: «Суворов мне родня, и я стихи плету». — «Полная биография в нескольких словах, — заметил Блудов, — тут в одном стихе всё, чем он гордиться может и стыдиться должен».— П. А. Вяземский. Старая записная книжка (77)
И. Ю. Виницкий в своей биографии Хвостова установил, что П. А. Вяземский либо переделал, либо неточно процитировал неоконченную оду Хвостова из журнала «Новости»:
Я мыслил о себе, что я стихи плету,

Суворов мне родня, Его от сердца чту,

Что славою Его мои стихи покрыты,

На Пинде возродят мне лавры знамениты;

И так осмелился о Бречии воспеть,

Но за Суворовым Пегасу не успеть.
То есть, в версии Вяземского «смысл стихов Хвостова выворачивался наизнанку: получалось, что я — поэт, потому что мой дядя — Суворов (иначе в стихотворении 1799 года: я думал, что я скромный певец и родственник Суворова и мои стихи покрыты его славою, но за великими подвигами героя моей музе не угнаться)». В 1805 году текст этой оды был переиздан Хвостовым в журнале «Друг просвещения», а в сопутствующих комментариях автор обрушился с резкой критикой на И. И. Дмитриева и поэтов его школы. Результатом стало распространение сатирических замечаний, в которых и появился этот псевдохвостовский стих — лишь один из множества.

#### Хвостов и Суворов
Дмитрий Иванович Хвостов оказался деятельным и умным помощником Суворова; уверенный карьерный рост, начавшийся в 1790-е годы, объяснялся, по-видимому, точным, чётким и быстрым исполнением указаний Суворова. В 1790 году Хвостов был приписан к Черниговскому пехотному полку в чине подполковника с повелением «состоять при дяде». В архиве Хвостова сохранилось 250 писем полководца; в некоторые периоды они обменивались 2—3 посланиями в день; опубликованы при этом только 90 эпистол. Несмотря на свою крайнюю закрытость и недоверчивость, А. В. Суворов «явился в полной наготе гр. Хвостову и может быть одному из смертных» (вероятно, упомянутая М. И. Сухомлиновым «нагота» должна пониматься не только как фигура речи, учитывая бытовые привычки Суворова). В петербургском доме Хвостова жили суворовские сестра, сын до его вступления в службу и дочь до её замужества. Тем не менее даже при протекции Суворова карьера Хвостова двигалась не быстро, и полководец, прося за племянника у Платона Зубова, писал в 1794 году: «Он пожилой человек. Судьба его осадила против сверстников». По ходатайству Суворова в 1795 году Екатерина II пожаловала Хвостова званием камер-юнкера. Известен анекдот, согласно которому кто-то посетовал в присутствии государыни, что Хвостову не следовало носить этого звания, на что она ответила: «Если б Суворов попросил, то я сделала бы его и камер-фрейлиной». Поэт сам занёс этот анекдот в записную книжку с примечанием: «Так Великая умела чтить волю Великого!». По мнению И. Ю. Виницкого, это назначение было совершенно сознательным: императрице требовался надёжный посредник в отношениях со слишком непредсказуемым Суворовым. Ещё более роль Хвостова в этом отношении возросла во время опалы Суворова: через него велись тайные переговоры с императором Павлом I. В 1798—1799 годах, когда формировалась новая антифранцузская коалиция, Дмитрий Иванович был представителем Суворова и его личным агентом при российском дворе и западных дипломатических миссиях в Петербурге.

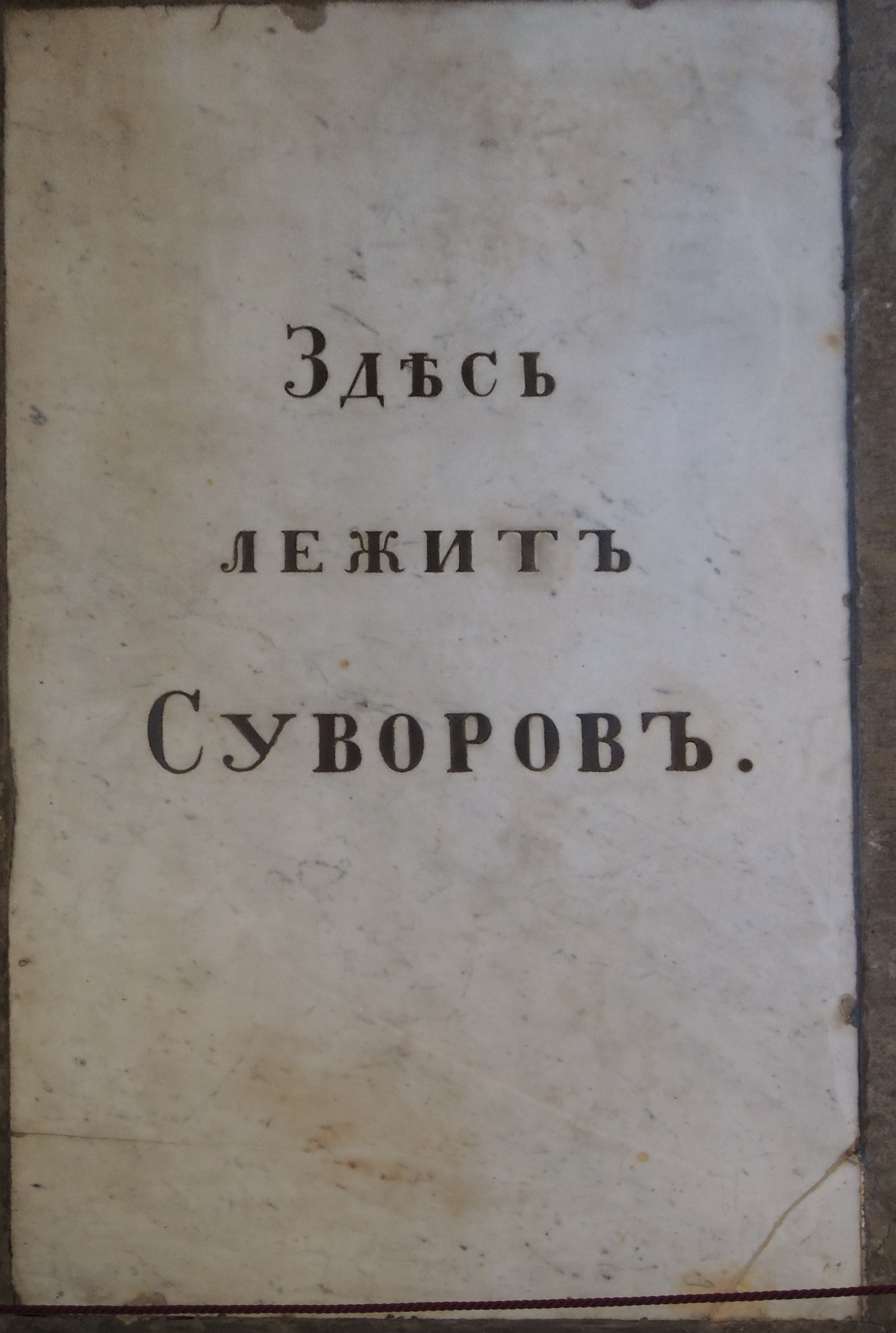
Напольная плита. Санкт-Петербург. Благовещенская усыпальница, установлена в 1859 году

И. Ю. Виницкий отмечал, что Хвостов был одним из самых восторженных стихопевцев Суворова, причём иногда проекты полководца были отправной точкой для литературных дел его секретаря: перевод расиновской «Андромахи» был сделан во время редактирования проекта укрепления границ со Швецией и освобождения Константинополя. В стихах, посвящённых дяде, Хвостов поэтизировал те черты его образа, которые считал поучительными для потомства, в том числе старинное благочестие, скромность, прямоту и любовь к Музам. Литературные вкусы и мировоззрение Суворова и Хвостова были близки — оба обладали притчевым мышлением, укоренённым в философии XVIII века, то есть воспринимали свою частную жизнь как иллюстрацию неких неизменных истин. А. Е. Махов отмечал, что переписка Суворова с Хвостовым мало понятна для посторонних, письма зачастую лишены обращения и полны потаённых смыслов. По Махову, следует рассматривать вопрос о влиянии общения с Суворовым на поэтику Хвостова. В письмах присутствует так называемая «ожившая эмблематика», наполненная реальным жизненным содержанием. Многие герои будущих басен Хвостова упоминались в письмах Суворова. Особенности стиля Суворова — лаконизм, доходящий до невнятицы, пристрастие к односложным словам — отразились и в творчестве Хвостова. При всей литературной плодовитости Дмитрий Иванович никогда не был многословен и славился среди современников умением точно и логично изложить любую мысль. В баснях Хвостов тяготел (по-суворовски) к пропускам слов, включая дополнения и глаголы, и усечениям слов до одного слога.
Хвостов оказался зачинателем «культа» Суворова в русской литературе. И. Виницкий установил, что известный рассказ о том, как князь Италийский на смертном одре завещал Хвостову не писать более стихов, демонстрирует незнание его автором имени и отчества жены поэта и не может считаться достоверным. Вполне возможно, что простая эпитафия «Здесь лежит Суворов» была предложена самим Хвостовым — это перифраз латинской эпитафии Ганнибала Карфагенского.

#### Академия Российская

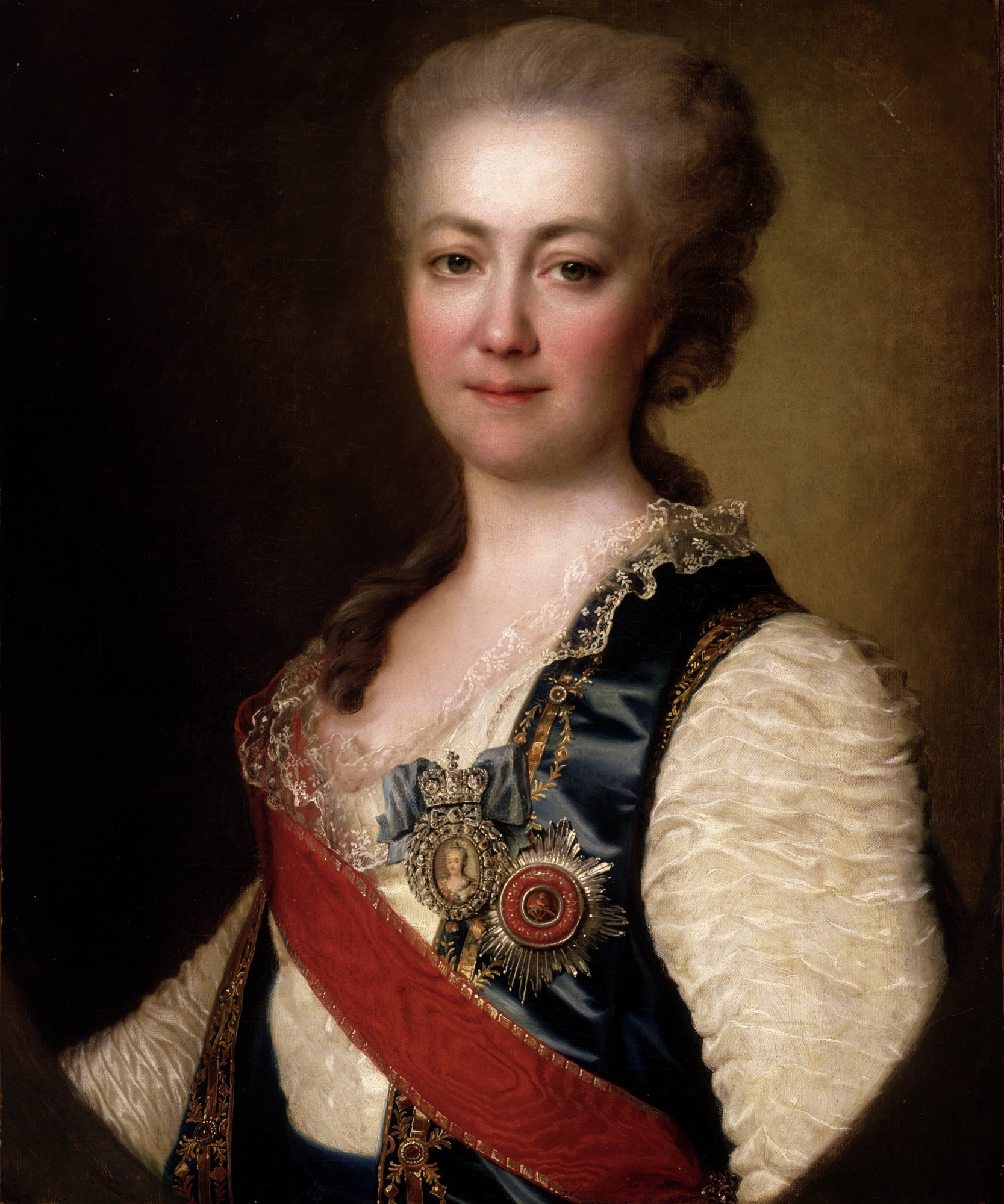
Е. Р. Воронцова-Дашкова. Портрет работы Д. Левицкого, 1784, музей Хиллвуд, Вашингтон США

В 1791 году по представлению княгини Дашковой Хвостов был избран в Российскую академию
«по известному его знанию отечественного языка, как сочинениями, так и переводами доказанному». В том же году поэт посвятил основательнице академии отдельное стихотворение:
Законодавец Героиня,

Простря на всю Россию взор,

Рекла полночных стран Богиня:

Хочу, чтоб жил здесь муз собор;

Сама к тому подам примеры;

Хочу, чтоб были здесь Гомеры;

Пускай в струях Российских рек

Польются Ипокренски воды;

Пусть зрят потомственные роды,

Россия какова в мой век.
Хвостов очень серьёзно относился к своим академическим обязанностям, существуют сведения, что к середине 1790-х годов его кандидатуру даже рассматривали на пост руководителя академии, причём и здесь не обошлось без покровительства Суворова. При распределении академических работ Хвостову достался план составления российской пиитики или «правил российского стихотворства». В 1790—1800-е годы он работал над программными переводами французских классиков — Расина и Буало. Хвостов также печатал стихотворные и прозаические трактаты и письма о разуме, басне, опере, критике, любви и т. п. Стремление к сохранению чистоты языка и слога он до конца жизни считал главной «принадлежностию поэта», возложив на себя роль опытного и уравновешенного учителя начинающих стихотворцев. Отвергая «нововводителей» — сентименталистов и наследовавших их романтиков, он никогда не был и убеждённым славянофилом.
Свои претензии на общероссийскую поэтическую славу Хвостов связывал прежде всего с книгой притч, изданной в 1802 году, и переводом «Поэтического искусства» («L’art poètique») законодателя неоклассицизма Никола Буало-Депрео. Последнее было связано с заданием, возложенным на него Академией в 1802 году: составить правила российской поэтики. Вместо учёного трактата Хвостов выпустил перевод, существующий в четырёх вариантах. Проект перевода Буало был новаторским: Дмитрий Иванович хотел представить современникам совершенный во всех отношениях перевод образцового классициста. Для этого следовало точно воспроизвести оригинал, используя все выразительные средства, включая плавность и приятное звучание. Хвостов рассчитывал, что на общем собрании Академии его коллеги разберут песнь за песней весь перевод, сверят его с оригиналом, исправят неточности и ритмические огрехи. Переводчик сразу делал несколько вариантов отдельных строф, чтобы академики могли выбрать из них наилучший. Конечным результатом должно было быть признание со стороны Академии и издание от её имени эталонного свода правил «современным и грядущим российским стихотворцам». Действительный результат оказался катастрофическим для Дмитрия Ивановича и непосредственно привёл к созданию его пародийного образа — самого бесталанного русского стихотворца.

#### Павловское царствование

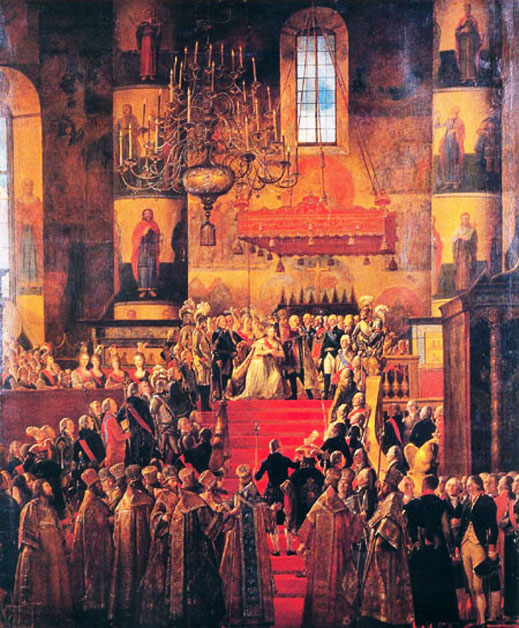
Мартин Квадаль. Коронация Павла I и Марии Фёдоровны, 1799. Саратовский художественный музей имени А. Н. Радищева

В павловское правление придворная позиция Дмитрия Ивановича Хвостова укрепилась. 7 декабря 1796 года император лично крестил единственного хвостовского сына Александра в дворцовой церкви, причем таинство совершал придворный священник Матвей Десницкий. В «возблагодарение за милость» «верноподданнейший» Дмитрий Иванович поднёс Его Императорскому Величеству оду, в которой Павел был назван благостивым, заботливым и любящим отцом отечества и душ своих подданных. Ода увидела свет в самом конце 1796 года в университетской типографии с указанием имени автора. Принята она была благосклонно и закрепила статус Хвостова при новом царствовании; поэт восхвалял и военную реформу, в самой резкой форме отвергнутую дядей его супруги. В 1797 году Хвостов был командирован в имение Суворова с устным наказом императора, который пытался уговорить полководца вернуться на службу. Дмитрий Иванович пытался убедить Александра Васильевича хотя бы посетить коронацию в Москве, но миссия окончилась неудачей. Впрочем, это не сказалось на статусе поэта. С коронацией была связана ещё одна анекдотическая история, описанная самим Хвостовым в автобиографии: якобы, шествуя в процессии, он упал с лошади и вынужден был ехать в Кремль в карете. По мнению И. Виницкого, история была преувеличена им самим, чтобы не подвергнуться санкциям: новый император пожелал совершить церемонию верхом и заставил сделать то же всех придворных. Хвостов, вовсе не умея обращаться с лошадью, превратил грозивший ему монаршим гневом служебный проступок (по-видимому, он вообще пропустил торжественный приём) в шутовской акт и немедленно описал его в автоэпитафии. Стихотворное оправдание сработало и эпизод совершенно не отразился на его карьере. Более того: император предложил ему статскую должность, и 30 мая 1797 года Хвостов был из камер-юнкеров повышен до чина действительного статского советника и оставлен в Москве обер-прокурором 4-го департамента Правительствующего сената. Неприятности начались в 1798 году, когда Хвостову удалось вернуть Суворова в Петербург, но его общение с императором привело лишь к усилению опалы. Дмитрий Иванович тогда не получил ордена Святой Анны 2-й степени, которого одновременно были удостоены все обер-прокуроры, а все находившиеся на службе Горчаковы были уволены в отставку. Только в конце 1798 года Хвостов сочинил оду на принятие императором звания великого магистра Мальтийского ордена. Не имея доступа во дворец, он опустил её в ящик для прошений и уже через пару дней был вызван на аудиенцию. На ней Хвостову вручили орден, а государь сказал: «я виноват перед тобой, только в последний раз». Текст оды Хвостов никогда не пытался печатать, хотя она сохранялась в его архиве. В содержательном отношении ода была пересказом манифестов нового царствования:
В священных ризах Иоанна,

Каких мужей течет собор?

За чем дружина их избранна,

Имуща светлый бодрый взор,

Подобну рукопись закону

Несет с благоговеньем Трону

И веры истинной кинжал;

Корону светлу представляет,

И ПАВЛА громко прославляет

Средь гласа трубна и похвал.
В июльской книжке журнала «Новости» за 1799 год анонимно увидела свет ранняя редакция оды Хвостова «Бог», посвящённая «другу и благодетелю» преосвященнейшему Амвросию, архиепископу Казанскому и Свияжскому. С владыкой они были знакомы ещё с 1774 года, когда молодой Дмитрий слушал у него — тогда префекта Славяно-греко-латинской академии — курс богословия. В павловское правление Амвросий был приближен к трону и оказался как хорошим проповедником, так и иерархом, который осознал, что император желает признания божественной миссии от клира. Именно владыка Авмросий предложил Павлу Петровичу назначить своего ученика обер-прокурором Святейшего Синода. Хвостов проявил себя отличным администратором, однако реальным, хотя и негласным, главой Синода был Амвросий. Указ о назначении был датирован 10 июня 1799 года, в должность Дмитрий Иванович вступил 13-го числа.
8 октября 1799 года Хвостов был удостоен ордена Святой Анны 1-й степени. Во время итальянского похода Суворова Хвостов продолжал исполнять роль его порученца. После того, как Суворов получил титул князя от сардинского короля Карла Эммануила IV, полководец просил схожей милости для мужа племянницы, и грамотой от 15 октября того же года Дмитрий Иванович Хвостов был возведён, с нисходящим его потомством, в графское достоинство королевства Сардинского. Вскоре Хвостов провёл в Гатчинском дворце заседание Синода, а также начал выработку нового церемониала, который бы подчёркивал символическую связь императора с главным религиозным ведомством России. 9 июля 1800 года был пожалован чином тайного советника. Собственно, на этом закончилась карьера Хвостова на поприще государственного деятеля: 6 мая 1800 года в квартире поэта на Крюковом канале (дом 23) скончался А. В. Суворов. После убийства Павла I 1 марта 1801 года новый император Александр I удалил от двора архиепископа Амвросия, а к самому Хвостову отнёсся прохладно. Вдобавок Дмитрий Иванович оказался замешан в коррупционном скандале, связанном с фиктивным заказом на синодальные книги. 26 января 1802 года императорским указом «во уважение к знаменитым заслугам генералиссимуса графа Суворова-Рымникского» Хвостову было дозволено пользоваться графским достоинством с нисходящим его потомством, а 31 декабря того же года граф был отправлен в отставку с сохранением жалованья.

### Граф и сенатор (1807—1835)

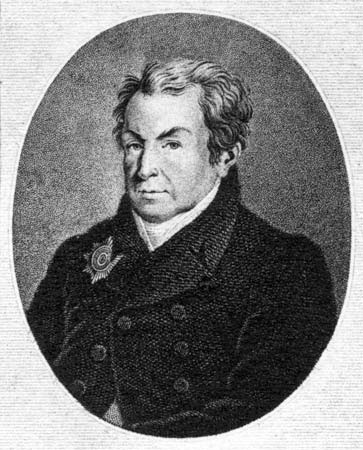
А. Г. Ухтомский. Д. И. Хвостов. Литография. Из книги: Морозов А. В. Каталог моего собрания русских гравированных и литографированных портретов. М., 1913. Т. 4. С. CDXLIII

Точные причины отставки Хвостова неизвестны, по-видимому, он совершенно не вписывался в идеологию александровского правления. Официальной причиной его ухода в отставку по духовному ведомству была указана недостаточность жалованья. По-видимому, какую-то роль в этой истории сыграл и Г. Р. Державин, отношения которого с Хвостовым были сложными. Сам граф тяжело переживал отставку и, судя по письмам к Х. О. Кайсарову, стремился получить приличествующий его положению государственный пост; лучшим способом для этого он считал литературную деятельность. Результатом стал грандиозный проект графа по созданию альтернативного книгоиздания для своих сочинений и их распространения, поскольку все официальные каналы оказались для него закрыты. Непосредственным началом этой деятельности стало издание журнала «Друг просвещения» (Г. С. Салтыковым, П. И. Голенищевым-Кутузовым и Н. Н. Сандуновым). Именно в этом издании Евгений (Болховитинов) начал печатание «Словаря светских писателей». Издание осуществлял за свой счёт П. П. Бекетов, но оно оказалось провальным в финансовом смысле — на журнал подписались всего 62 человека. Редакция полемизировала с карамзинистами, что также не способствовало популярности журнала.
В 1806 году Хвостов был назначен уездным начальником города Галича Костромской губернии, где у него было в селе Реброво родовое имение. В 1807 году он был назначен председателем правления седьмой области Земского войска, в которую входили Нижегородская, Костромская, Вологодская и Вятская губернии. В том же году благодаря успешной организации народного ополчения в Костромской губернии Хвостов был удостоен золотой медали на Владимирской ленте и 7 ноября произведён в сенаторы. Он был назначен в 4-й департамент Сената (апелляционный), а с 1810 года перемещён во второе отделение 3-го департамента, в котором и служил до окончательной отставки. В 1813 году граф Хвостов был командирован в Ярославскую, Владимирскую, Костромскую и Вологодскую губернии для принятия мер «против заразы, проявившейся по случаю пρовода в эти губернии пленных французов», и выполнил своё поручение «счастливо». В 1818 году был избран дворянством Симбирской губернии (где у Хвостова было имение) на три года «членом Государственного Совета по кредитной части» и в эти же годы исправлял должность совестного судьи в Санкт-Петербурге; пользовался репутацией неподкупного чиновника. При отставке 6 декабря 1831 года Дмитрий Иванович Хвостов был произведён в действительные тайные советники и назначен присутствовать во временном общем собрании Сената, в этом звании он состоял до самой смерти. 22 августа 1828 года сенатор был удостоен знака отличия беспорочной службы за 40 лет, а 22 августа 1833 года — за 45 лет.
После кончины отца в 1809 году Хвостов достиг полного материального благополучия: владел домами в Петербурге и Москве, в имении числилось две тысячи крепостных крестьян, а годовой доход к 1818 году достиг 50 000 рублей. Огромная часть этих доходов тратилась на издательскую деятельность и пропаганду сочинений графа. Он подарил кронштадтской флотской библиотеке свой мраморный бюст, а в Ревеле при его финансовой поддержке был спущен на воду корабль «Граф Хвостов»; портреты графа рассылались для украшения трактиров и почтовых станций. Для переводов его творений на европейские языки нанимали крупных литераторов, таких, как Эрнст Раупах и Жозеф де Местр. Сочинения Хвостова посылались для библиотеки Гёте, и в результате немецкий классик узнал о Хвостове ранее, чем о Жуковском и Батюшкове, и вовсе не ведал о существовании Пушкина. Граф Хвостов был избран членом Падуанской академии, сделался почётным членом Московского, Виленского, Харьковского и Казанского императорских университетов, состоял в Обществе любителей наук, словесности и художеств в Петербурге, Беседы любителей российского слова и Обществе соревнователей благотворения и просвещения, Вольном экономическом и минералогическом обществах.
В общем, современники признавали отличный литературный вкус Д. И. Хвостова и его стилистическую чуткость. Именно он предложил кандидатуру Карамзина для Академии Российской и присутствовал на экзамене в Царскосельском лицее 1815 года и после чтения «Воспоминаний в Царском селе» лицеиста Пушкина отметил «перелом классицизму». Вообще Дмитрий Иванович был незлобив: Д. Дашков при вступлении Хвостова в Вольное общество любителей российской словесности произнёс разгромную речь, за которую немедленно был изгнан из Общества, сам же граф пригласил его на обед и обещал напечатать речь за собственный счёт.
Несмотря на многочисленные болезни, до самого конца Хвостов работал над составлением восьмого тома своих сочинений (так и не вышедшего в свет) и торопился завершить биографический словарь русских писателей, доведённый до литеры «Ш». Менее чем за месяц до смерти он направил цензору Никитенко первую часть словаря, представив его как личные воспоминания о минувшем поэтическом веке:

«Мой словарь не иное что, как собственные мои записки о знаменитых происшествиях каждого автора, то есть, что я о каждом современнике чувствовал и думал, и отнюдь не постоянное для потомства суждение».
Кончина Хвостова 22 октября 1835 года была практически не замечена современниками. Небольшой некролог в «Северной пчеле» перепечатывался другими периодическими изданиями. В отчёте Российской Академии 1836 года был помещён огромный по объёму некролог академику А. К. Шторху, тогда как Хвостов был лишь упомянут в числе членов, «похищенных смертью в прошедшем году». В частной переписке И. И. Дмитриев сообщал П. Свиньину 26 ноября о последней встрече с Хвостовым в обычной анекдотической манере. Коллеги-литераторы не оставили ни поэтических, ни прозаических эпитафий. Графа Хвостова похоронили в храме, воздвигнутом его отцом в родовом имении, а в 1843 году рядом упокоилась его Темира — Аграфена Ивановна Хвостова. В 1919 году склеп Хвостовых был разорён.

## Литературная деятельность
Вошло в обыкновение, чтобы все молодые писатели об него оттачивали перо своё, и без эпиграммы на Хвостова как будто нельзя было вступить в литературное сословие; входя в лета, уступали его новым пришельцам на Парнас, и таким образом целый век молодым ребятам служил он потехой.
В истории русской литературы граф Хвостов приобрёл репутацию бездарнейшего поэта, при этом убеждённого в собственном таланте. Между тем А. В. Западов отмечал, что написанные в конце XVIII века пьесы и стихи Хвостова «стоят вполне на уровне тогдашней литературы». В период отставки, между 1803—1806 годами, Хвостов испытал глубокий мировоззренческий перелом, во время которого осознал «настоящия обязанности поэта», а именно: «постоянное внимание на правила искусства и образцы предшественников, на отечественный и иностранные языки, на собственныя и современников сочинения». По мнению И. Виницкого, поэтическое самоощущение Хвостова нельзя объяснить только амбициями отставного государственного деятеля, склонного к стихотворству. «Архаичный» Хвостов был представителем нового культурного настроения России начала XIX века, которое имело множество различных выражений. По возрасту и убеждениям ближе всего ему была позиция А. С. Шишкова (Дмитрий Иванович иронизировал над коверканьем русского языка в угоду французскому ещё в комедиях 1770—1780-х годов), но от славянофилов он заимствовал только языковой патриотизм и декларации огромного потенциала русского слова. В 1800-е годы Хвостов стал претендовать на общенациональную поэтическую славу и, по мнению И. Виницкого, пытался одновременно сыграть четыре литературные роли. Во-первых, он желал быть русским Эзопом или Лафонтеном (считая своим соперником И. И. Дмитриева); во-вторых, русским Буало (не видя конкурентов); в-третьих — русским Пиндаром (и был готов делиться славой с Державиным); в-четвёртых — русским Расином (Сумароков, которому Хвостов когда-то подражал, был мёртв уже четверть века). Собственный литературный образ и литературную биографию Хвостов сознательно выстраивал по «образу и подобию» Буало, но при этом самого себя считал его «совместником», истолковывал законодателя классицизма в соответствии со своими убеждениями и задачами.

Проблема и уникальность Хвостова заключались <…> в том, что он воспринимал авторитетные классические руководства и правила буквально и стремился в точности и целокупности воплотить их в собственном творчестве и поведении.

### Хвостов и Державин. Ода «Бог»
Пространства Царь без меры сущий,

Конца, начала не имущий,

Вина движенья, бытия;

Кто Хаоса облек ничтожность,

В великолепие огромность,

Кто перстом обращает вся.

Всеместный дух безлетен, вечен,

Премудр и благ и безконечен;

От Мира отогнавший тьму.

С Небес гремящий в гневе строгом,

Кого нельзя понять уму,

Кого все величают Богом!
Впервые характерные особенности мировоззрения и литературной деятельности Хвостова проявились в его соперничестве с Державиным и в переделке оды «Бог». По И. Виницкому, некоторые основания для этого соперничества Хвостов привёл в «Автобиографии». Дмитрию Ивановичу было неприятно, что современники провозгласили Державина первым бардом Суворова, а не его самого. Хвостов писал, что Суворов был обижен на Державина из-за того, что за измаильскую победу он воспел князя Потёмкина. Имелись и серьёзные эстетические и теологические разногласия: Хвостов, разделяя установки французской школы, считал поэзию высоким сознательным мастерством, а не средством самовыражения, и не терпел метафизики (равно барочной и романтической), а также стилистических перепадов. Раздражала его и державинская надменность («один есть Бог, один Державин») и презрение к поэтике классицизма.
Оду «Бог» Хвостов считал своим лучшим произведением, которое литературно и теологически усовершенствовало державинский оригинал, и неизменно открывал ею все собрания своих сочинений. История её создания неясна, поскольку автор в разных изданиях приводил разную датировку и высказывал разные версии создания стихотворения. В. Г. Анастасевич в 1820 году напечатал в «Трудах Вольного общества любителей российской словесности» рецензию на книгу графа Хвостова «Некоторые духовныя и нравственныя стихотворения», в которой привёл подробное сравнение од Державина и Хвостова, считая последнюю оригинальным произведением. И. Ю. Виницкий в монографии о Хвостове в русской культуре сопоставил первоначальный и окончательный варианты оды — 1796 и 1828 годов. Из этого сопоставления ясна большая работа, которую перфекционист Хвостов вёл над своими сочинениями: в окончательном варианте текст короче почти вдвое. Ода написана крайне редкой строфой из 12 стихов, так называемым douzain, который использовал Ронсар. В русской поэзии, кроме Хвостова, её использовал И. А. Кованько в оде «Стихи великому певцу великих», написанной в 1801 году и посвящённой Державину.
По И. Виницкому, Хвостов не столько перефразировал Державина, сколько полемизировал с ним. Теология Хвостова отличалась от державинской, в основе её, по собственному признанию, лежала лирическая теодицея Августина, начальные главы «Исповеди» которого пересказывал Дмитрий Иванович. В своей оде он «стремился показать, что Бога постиг глубже и изобразил лучше, чем Гаврила Романович». Содержательно поэма эклектична, включая даже физическую строфу, явно следующую ломоносовской традиции: речь там идёт о миллионах Солнц. Хвостов отправил свою оду Державину и получил в ответ эпиграмму следующего содержания:
«Как нравится тебе моя о Боге ода?» —

Самхвалов у меня с надменностью спросил.

«Я фантастическа не написал урода,

О коем нам в письме Гораций говорил,

Но всяку строку я набил глубокой мыслью

И должный моему дал Богу вид и рост». —

То правда, я сказал, нелепицу ты кистью —

И быть бы где главе намалевал тут… хвост
Державин обыграл в этом тексте начальные строки послания Горация Пизонам, то есть попрекнул поэта-классициста, бросившего ему вызов, классической же традицией. Отголоски ответа Державина звучали во многих позднейших эпиграммах и сатирах на Хвостова. И. Виницкий заключал эту историю следующим образом: «Поборовшись с Богом, Дмитрий Иванович остался хром, как Иаков, и смешон, как мелкий бес».

### Академия и литературная война 1805—1807 годов

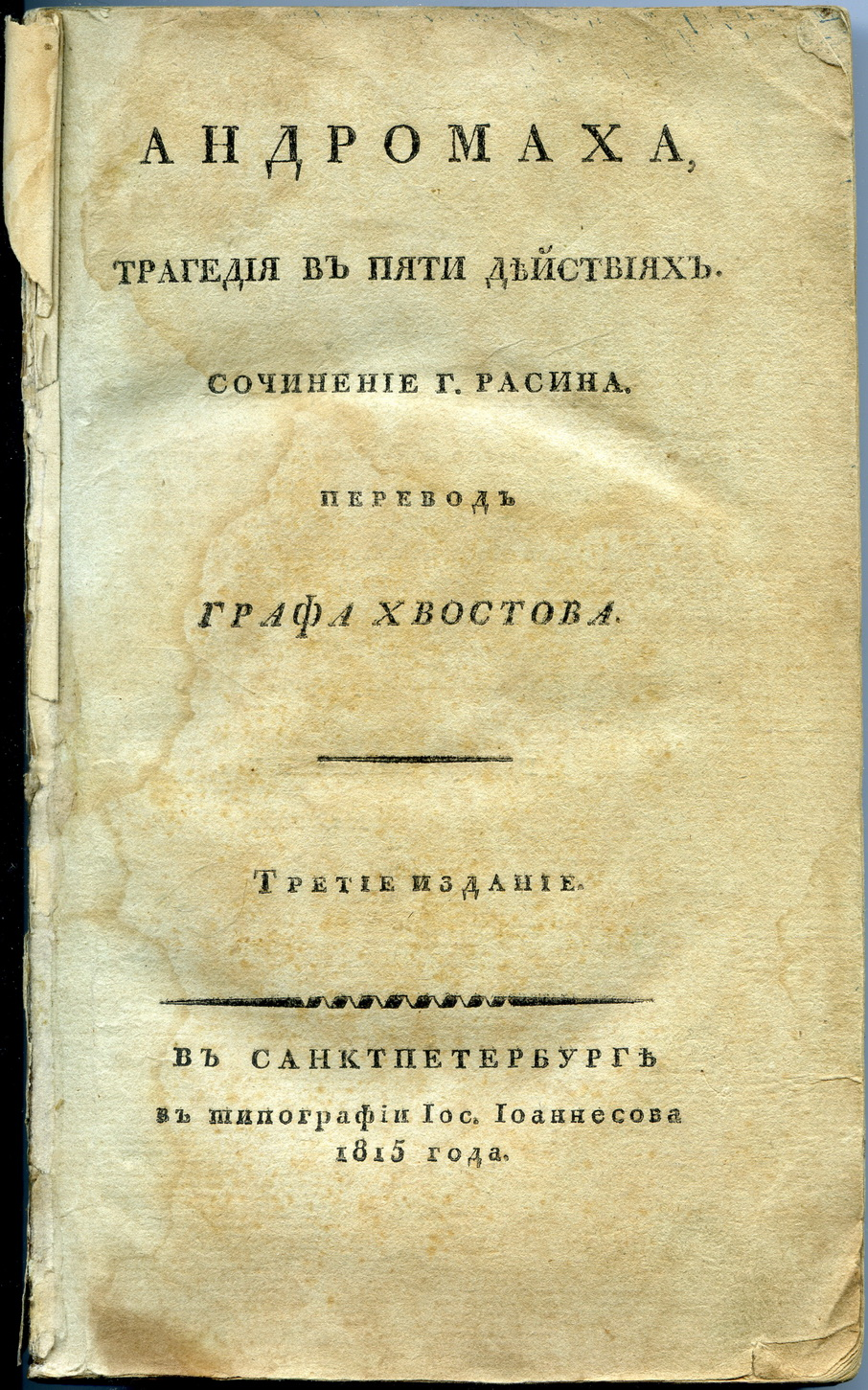
Третье издание расиновской «Андромахи» в переводе Хвостова. 1815

Несмотря на неудачу с одой «Бог», Хвостов стремился заручиться расположением Державина. В третьей книжке «Друга просвещения» за 1804 год Дмитрий Иванович опубликовал оду «К барду», в которой были следующие слова:
Пускай, Кубра, мой глас стремится

С твоих приятных берегов

До мест, где грозный Волхов зрится,

Шумя среди седых валов.

Пускай свирепы водопады

На нём творят пловцам преграды;

Иль Гений быстрой сей реки

Ревущи горы отвращает,

И град Петров обогащает

Щедротной манием руки
Образ Хвостова — певца Кубры — был закреплён в следующей книжке журнала в стихотворении его соредактора Салтыкова «Сочинителю оды реке Кубре». В своей программной оде «К Кубре», увидевшей свет в январе того же 1804 года, поэт представил скромную речку, протекающую в его наследственных владениях, как аллегорию собственной поэзии. Смысл этих посланий был примерно таков: центральной темой хвостовской оды являлось не столько восхваление великого барда — Державина, «наперсника» Аполлона, Горация и Анакреона, сколько сопоставление себя с ним, проведённое через сравнение двух рек — бурного Волхова и тихой Кубры. Само это противопоставление, представленное в традиционном классицистском «самоумалении», по И. Виницкому, было заимствовано Хвостовым из первой песни Буало, в которой истинная поэзия уподоблялась ясному потоку, а не бурлящему водопаду. Державин, также переводивший Буало, прекрасно понял намёки и ответил в одном стихотворении сразу и Хвостову, и Салтыкову, причём не удержался от колкостей.
В 1805 году Державин отправил Хвостову письмо следующего содержания:

Прошу послушать моего беспристрастного совету и не торопиться писать скоро стихов ваших, а паче не предавать их скоро в печать. Что прибыли отдавать себя без строгой осмотрительности суду критиков? Вы знаете, что не количество, а качество парнасских произведений венчает авторов. И так заключу тем, что бывало мне друзья мои говаривали:
Писания свои прилежно вычищай,

Ведь из чистилища идут прямо в рай
Хвостов не внял ни аллегорическим, ни прямым предупреждениям. В первой книжке «Друга просвещения» за 1805 года он опубликовал начало первой песни «Искусства поэзии» Буало и в марте направил его на рассмотрение в Академию. Ожидание продлилось почти два года, причём Дмитрий Иванович сравнивал себя с Малербом, который так и не дождался от Французской Академии отзыва на свою оду в 17 строф. В это время Хвостов стремился дословно следовать заветам Буало, многократно переделывал перевод и посылал его Кайсарову, Державину, Муравьёву, Салтыкову и Хераскову. По-видимому, работа над Буало воспринималась Хвостовым как процесс самоутверждения, многоступенчатая поэтическая инициация: за неполных два года он представил Академии и конфидентам 10 вариантов начала поэмы.
Ответ последовал в самом конце 1806 или 1807 года — от имени Академии Российской пришли стихи, которые, по мнению Дмитрия Ивановича, были сочинены Державиным и его собственным родственником А. С. Хвостовым:
Нелепы дерзкаго писателя мечты

Хотящаго достичь Парнаса высоты,

Коль неба тайных он не чувствует влияний,

Коль нет поэта в нём природных дарований.

Вы, кои страстию опасною томитесь,

Ума высокаго во тщетный путь стремитесь,

Не истощайте свой в стихах безплодно жар

И рифмолюбие не чтите вы за дар,

Не льститеся забав приманками пустыми

Советуйтесь с умом и силами своими.
Ещё ранее Хвостов подвергся нападкам в рамках первой в XIX веке литературной войны между карамзинистами и сторонниками Шишкова. Хотя Хвостов считал себя умеренным славянофилом, но даже он не удержался от резких инвектив против сентименталистов и романтиков на страницах «Друга просвещения». В опубликованном теоретическом «Письме о красоте российского языка» Дмитрий Иванович критиковал «модный вкус», а в письмах Кайсарову прямо именовал Карамзина, Дмитриева и князя Шаликова «бездарными сочинителями глянцевых стихов». Критическую атаку на самого Хвостова в 1805—1806 годах возглавил И. Дмитриев, оскорблённый соперничеством Хвостова-баснописца. Среди множества пародийных стихотворений и откровенно грубых эпиграмм выделялась следующая пародия на жёсткие и неблагозвучные стихи самого Хвостова, который обвинял в том же своих соперников:
Се — росска Флакка зрак! Се тот, кто, как и он,

Выспрь быстро, как птиц царь, нёс звук на Геликон

Се — лик од, притч творца, Муз чтителя Хвостова,

Кой поле испестрил Российска красна слова!
Иными словами, против Хвостова вновь были использованы эталонные французские классицисты: Дмитрий Иванович открыто претендовал на роль русского Буало, тогда как его противники уподобили его низвергнутому французским сатириком педанту Шапелену. Отвергнутый Академией перевод Буало был превращён Дмитриевым и поэтами его круга в бурлескную пародию на своего создателя. Из всех эпиграмм самой обидной для репутации Хвостов полагал следующую:
«Ты ль это, Буало? какой смешной наряд!

Тебя узнать нельзя: совсем переменился!» —

«Молчи! нарочно я Графовым нарядился:

Сбираюсь в маскарад».
Скандал вокруг хвостовского перевода достиг и Франции, где уже в 1826 году Revue Encyclopêdique напечатала иронический отклик на прошедшие события с переводом данной эпиграммы и с разъяснением имени и титула её объекта. Хвостов даже организовал кампанию для защиты своей репутации, заказал французу на русской службе Дестрёму статью, восхвалявшую перевод графа, напечатал её за свой счёт на французском и русском языках и даже добился чтения в стенах Академии Российской.

### Хвостов и литературные тенденции 1820-х годов
Юрий Тынянов отметил, что в 1820-е годы оживилась литературная деятельность Хвостова и «вместе с тем оживились обычные насмешки над ним». После кончины Державина и с отходом А. С. Шишкова от литературной деятельности граф Хвостов стал претендовать на место почётного старейшины и хранителя устоев русской поэзии. Претензии Хвостова на поэтическое лидерство, уникальность и универсальность были сразу же замечены современниками, в том числе и позитивном ключе. Псковский епископ Евгений (Болховитинов) называл его «Нестором русского Парнаса». Однако подавляющее большинство русских литераторов продолжали насмешки над хвостовским «многообразием» и навязчивой «всенаходимостью»; сам граф воспринимал это как продолжение травли 1800-х годов. Ответом было, как обычно у Хвостова, — творчество: в 1821—1822 годах он повторил четырёхтомное «Полное собрание» своих стихотворений с примечаниями, переиздал переводы Буало и Расина, выпустил новое издание басен. В этот же период он выпустил в свет «программные» стихотворения «Послание к Ломоносову о рудословии», «Позднее взывание к музе», «Родовой ковш», «Русские мореходцы, или Открытие и Благонамеренный на Ледовитом океане», «Майское гулянье в Екатерингофе 1824 года», а также «Послание к N. N. о наводнении Петрополя, бывшем 1824 года, 7 Ноября».
7 января 1820 года по случаю открытия торжественного годового собрания Санкт-Петербургского минералогического общества было прочитано хвостовское «Послание к Ломоносову о рудословии». Воспринято оно было современниками как «экзотическое»:
С тобою ль потеку в подземную глубоко,

Природы мудрыя в святилище высоко?

Среди сословия ревнительных мужей

Пущуся с музою один при тьме ночей

Я ископаемых в обители широки,

Чтобы учителям дать о рудах уроки?

Достигну ль скоро мест, далеко воспаря,

Где занимается изящного заря?
Выбор темы для оды-послания был совершенно закономерным в литературном контексте того времени; минералогия пользовалась большой популярностью в поэзии конца XVIII — начала XIX века. Успехи этой науки прославляли французские и английские просветители. Глубокий интерес к минералогии проявляли Гёте и немецкие романтики. Проблема заключалась в том, что ода Хвостова была прокомментирована И. И. Дмитриевым, который в письме А. И. Тургеневу продемонстрировал механизм пародирования серьёзных творений графа. Именно Дмитриев сделал хвостовское «рудословие» нарицательным. У Хвостова этот термин означал погружение в недра земли, тогда как Дмитриев сделал его синонимом глубокого архаизма соратника Шишкова; сам адмирал в «Славянорусский корнеслов» внёс этот термин как русский эквивалент минералогии. Пародирование осуществлялось так: хвостовский стих «Другой, смокаяся (то есть увлажняясь) текучей мокротою» легко превращался Дмитриевым в «Другой, сморкаяся текучей мокротою». Окисляясь, сморкающийся минерал Хвостова оказывается способен являть (в оригинале: «раждать») «запах, пламень» (по И. Виницкому, «запах» отсылал посвящённого читателя к традиционной для хвостовского текста «навозной теме» — современники обвиняли Хвостова в крайней бытовой нечистоплотности). Подобного рода курьёзно звучащие стихи вынимались из контекста и даже дополнительно дорабатывались, если были недостаточно комичны. По отработанной технике времён первых нападок на Хвостова получившийся галиматийный образ переносился в лекала комедии XVIII века: так дидактическая научная поэзия Хвостова оказывалась «учёной кислотой» поэта-педанта.
По мнению И. Виницкого, раздражение Дмитриева вызвала и ода в честь Н. И. Карамзина, который 8 января 1820 года на заседании Российской академии наук читал выдержки из IX тома своей «Истории государства Российского», посвящённые второй половине царствования Иоанна Грозного. Современники сразу восприняли это событие как момент, призванный зафиксировать примирение враждебных друг другу лагерей. Президент Академии и бывший вождь «Беседы» Шишков признал великий труд Карамзина и вручил медаль с изображением Екатерины и надписью «Отличную пользу российскому слову принесшему». Самый день для чтения об ужасах второй половины царствования Иоанна, опричнине и мученической кончине митрополита Филиппа был выбран исключительно удачно — канун дня поминовения святого Филиппа Русской православной церковью. Дмитриев выражал опасение, что Хвостов захочет прочитать своё послание на заседании Академии, вызвав диссонанс. Действительно, граф Дмитрий Иванович прислал «Послание И. И. Дмитриеву на случай чтения Н. М. Карамзиным в торжественном Российской Академии собрании некоторых мест из IX тома его истории»:
Благодаришь меня за добрую ты весть;

Со дней младенчества чужда мне зависть, лесть.

Теперь ли, к пристани предел сретая близкой,

Смолчу о торжестве Словесности Российской?
Для молодых писателей круга Арзамаса назойливые выступления Хвостова создавали гротескную картину, легко вписывавшуюся в пародическую «религию Арзамаса»: послание Хвостова, прочитанное в Сочельник; Хвостов, посылающий благую весть о триумфе историографа на закате своих дней («предел сретая близкий»). Даже самое соседство имен Хвостова и Карамзина в журналах этого времени вызывало раздражение Дмитриева и его друзей, поскольку они считали, что сосуществование двух миров — истинного карамзинского и профанного хвостовского — кощунственно.

### Пушкин и Хвостов

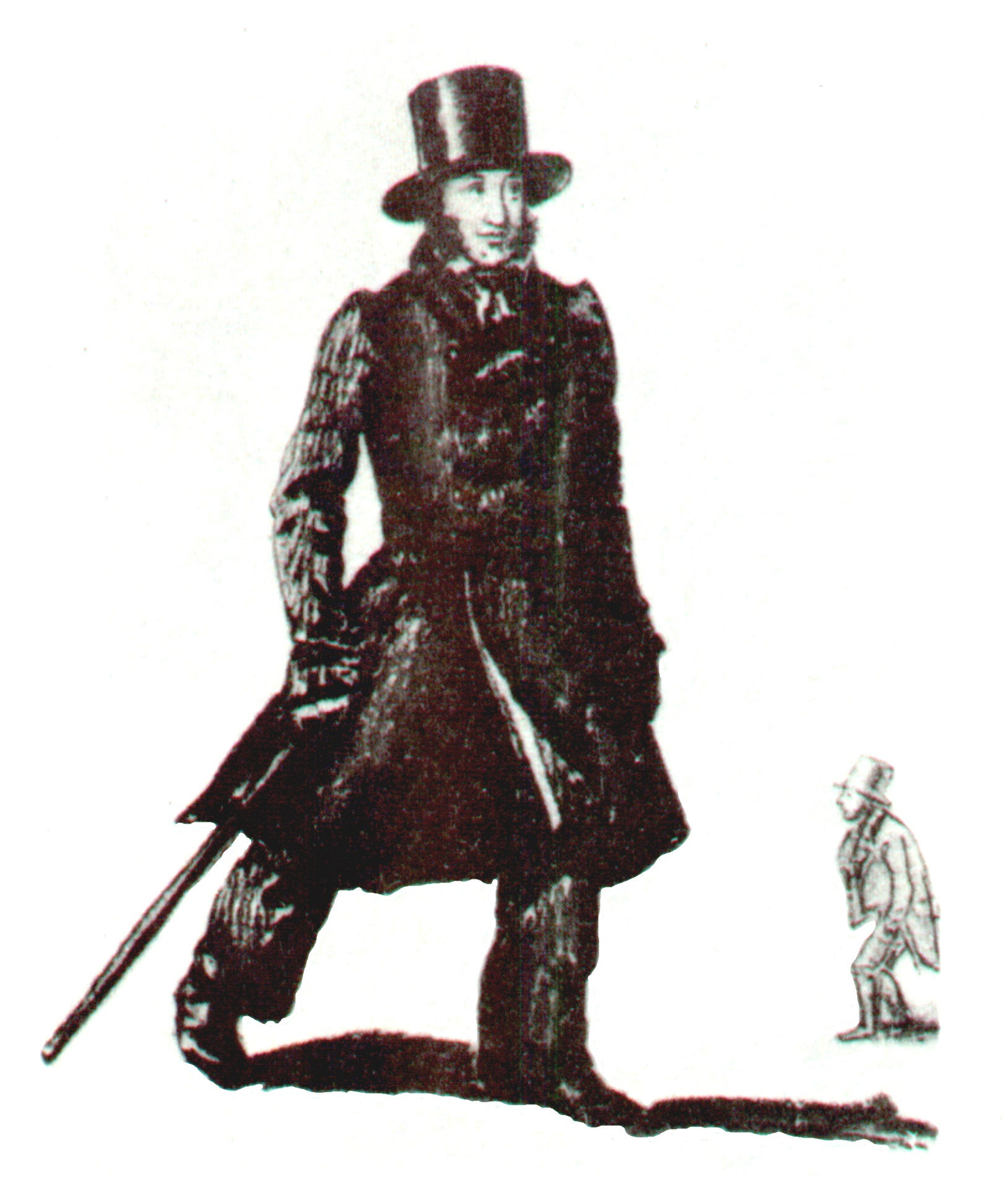
Пушкин и граф Хвостов. Карикатура П. Челищева

Всё перечисленное определяло восприятие хвостовского наследия А. С. Пушкиным и личностно-литературные отношения между ними. Ещё в юности Александр Сергеевич посвятил Дмитрию Ивановичу некоторое число язвительных строк. Однако в начале 1825 года он создал, по определению И. Виницкого, одну из лучших пародий в истории русской литературы XIX века — «Оду его сият. гр. Дм. Ив. Хвостову», в которой почтенный сенатор и литератор призывался занять место лорда Байрона в освободительной борьбе греков с яростным султаном. Пушкинское стихотворение состоит из четырёх «одических» строф, развивающих в соответствии с правилами классической риторики «высокую» тему, и восьми примечаний, имитирующих прозаические комментарии к собственным лирическим произведениям, которые любил составлять Хвостов в подражание Державину. Первая строфа посвящена Байрону, во второй страждущая Эллада призывает Хвостова занять место «тени знаменитой» с сохранением сенаторского звания и рода деятельности — то есть поэзии. В третьей строфе проводится сопоставление Байрона и Хвостова: обоих ругали и хвалили современники, оба аристократы («Он лорд — граф ты!») и оба поэты; в то же время в сравнении с Байроном Хвостов — лучший семьянин (в своих стихах, как указано в соответствующем примечании, граф неизменно воспевал свою супругу «Темиру», в то время как лорд от своей жены бежал) и более «разнообразный» поэт, преуспевший в «шалостях». В заключительной, четвёртой строфе сочинитель «оды», скромно именующий себя «неведомый Пиита», воспевает грядущее прибытие корабля со сладостно спящим Хвостовым к берегам Эллады.
Объяснение этой оды представил Ю. Н. Тынянов, и оно было воспринято пушкинистами. По Тынянову, пародия на творчество Хвостова и старинных одописцев служила лишь рамкой, в которую Пушкин вписал полемический ответ современным поэтам, воспринявшим кончину Байрона как повод для «воскрешения» одического жанра, — прежде всего, В. К. Кюхельбекеру, а также «защитнику новой оды» К. Ф. Рылееву. Параллельно с пародией на Хвостова, Пушкин отправил Дельвигу вторую главу «Евгения Онегина», в которой также полемизировал с Кюхельбекером. Пушкинская ода графу Хвостову была создана в точном соответствии как с программой Кюхельбекера, опубликованной в «Мнемозине», так и с классицистскими декларациями самого графа, и им же растиражированными. «Певец, как полагается, воспламеняется высоким предметом (смерть Байрона), пророчествует (видение Хвостова, плывущего к грекам), „парит, гремит, блещет“ в своих поэтических образах, „порабощает слух и душу читателя“ (комическая какофония, на которую обращают внимание многие комментаторы оды), мещет перуны-громы (инвектива против „лютого Пиита“, „трепещущего“ в Стиксе)…». Есть в этом и ещё одно измерение: Кюхельбекер, не жаловавший романтический культ Байрона, провозгласил его однообразие, которому противопоставлялся гений Шекспира. В оде графу Хвостову Пушкин иронически солидаризировался со мнением Кюхельбекера об «однообразии» Байрона, но в качестве «многообразного» автора назвал не Шекспира, а плодовитого графа Дмитрия Ивановича — неутомимого автора од, посланий, драматических сочинений, притч, эстетических и дидактических трактатов, путевых записок, исторических сочинений, эпиграмм, мадригалов, надгробных надписей и т. д., и т. п.
И. Ю. Виницкий отметил, что А. С. Пушкин не случайно поставил в один контекст Байрона и Хвостова: во-первых, он неоднозначно относился к обоим, во-вторых, с точки зрения поэтики Байрона и Хвостова в восприятии Пушкина объединяла морская тема. Ода наводнению 1824 года Хвостова вызвала волну пародий, в то время как Александр Сергеевич заметил: «Что за прелесть его послание! Достойно лучших его времён». Действительно, в творчестве Хвостова 1820-х годов важной стала тема водной стихии. Это было связано как с петровским культом — основателя российского флота, так и выдающимися достижениями современных ему русских мореплавателей. Хвостова также привлекали образы морских опасностей и катастроф, играющие в его классицистической «морской философии» роль ужасных, но кратковременных эксцессов, не способных поколебать божественный порядок, вверенный попечению русских монархов.

### Идеология Хвостова

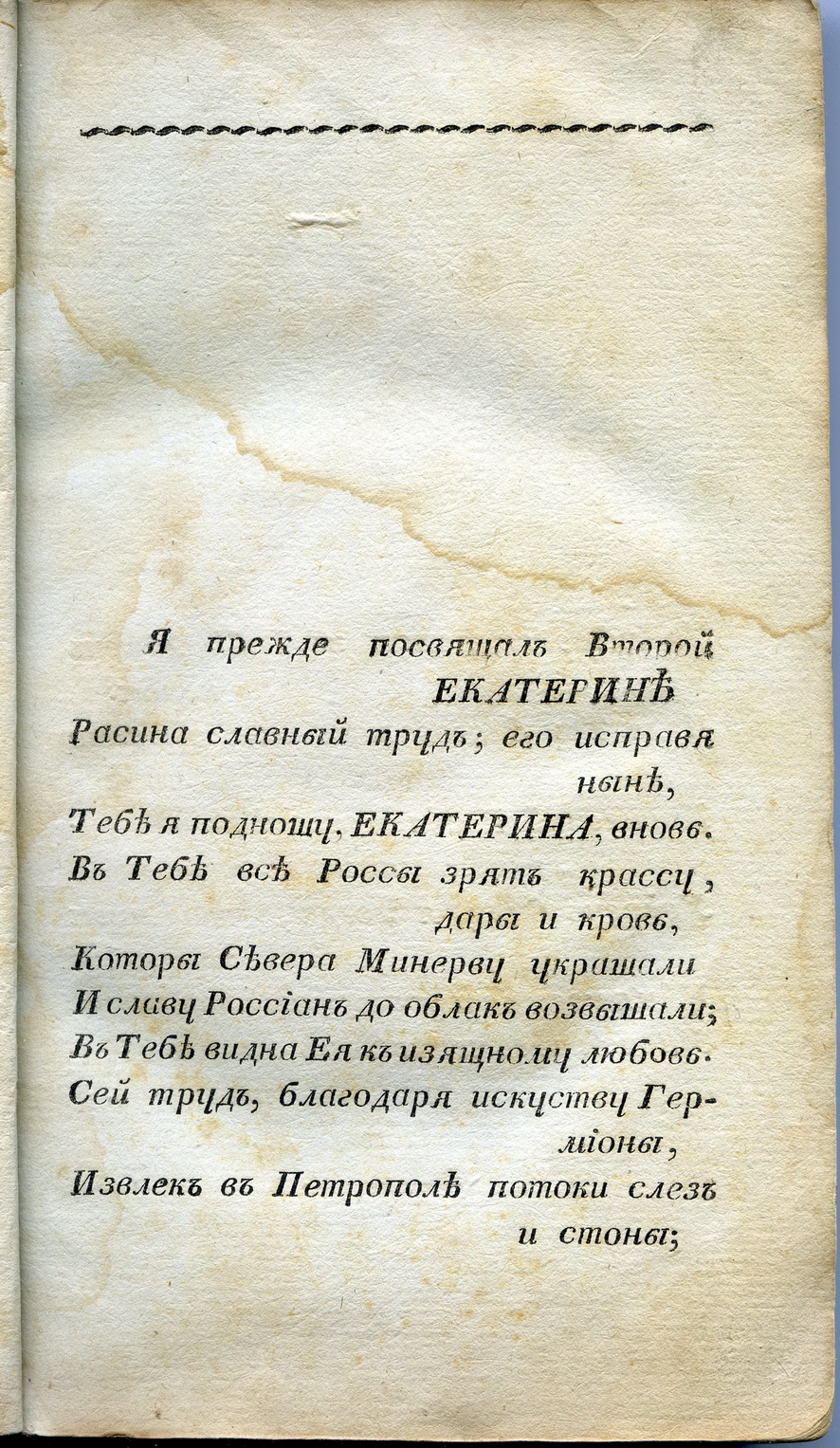
Первая страница Посвящения великой княгине Екатерине Павловне

Граф Д. И. Хвостов оставил в своём наследии вариацию горацианского «Exegi monumentum» («В мой альбом», 1826 года):
Восьмидесяти лет старик простосердечный,

Я памятник себе воздвигнул прочный, вечный:

Мой памятник, друзья, мой памятник альбом;

Пишите, милые, и сердцем и умом,

Пишите взапуски, пишите, что угодно;

Пускай перо и кисть играют здесь свободно,

Рисует нежность чувств стыдлива красота,

Промолвит дружбы в нём невинной простота;

Я не прошу похвал, я жду любви совета:

Хвостова помните, забудьте вы поэта.
С точки зрения А. Махова, никто из современников Хвостова не додумался дерзостно переакцентировать античную формулу, подав её в сниженной, домашней альбомно-мадригальной интонации. Это резко контрастирует с его автобиографией, которая открывается откровенным сомнением в способности потомков вместить в своей памяти его литературные заслуги:

Благосклонный читатель! Ты зришь пред очами своими жизнеописание знаменитого в своем отечестве мужа. Дела его и заслуги своему отечеству столь были обширны, что поместить оныя в себе может одна только соразмерная оным память, и то токмо при систематическом и притом раздельном повествовании оных.
Творчество Хвостова после поражения в литературной войне И. Виницкий определяет «непрекращающейся гигантской апологией непризнанного, но уверенного в себе гения». Хвостов считал себя лириком par excellence, понимая под лирикой высокую поэзию, выражающую восторг песнопевца, вызванный общественно значимыми событиями; то есть это Пиндарова лирика. Эстетическая программа Хвостова основывалась на строго систематизированном французском классицизме, защите истинного вкуса, добродетелей и просвещения («оное дружелюбное Религии, Философии и Поэзии сочетание»). В тематическом отношении это означало «культ» Петра Великого, Ломоносова, Сусанина (Хвостов был пионером освоения этой темы в русской литературе), Суворова, Александра I и Николая I, а также отважных российских естествоиспытателей и мореплавателей. Всё это базировалось (в терминологии И. Виницкого) на патрицианско-государственническом изводе характерной для XVIII века физико-теологической концепции мира. Мироздание в восприятии Хвостова мыслилось разумным, спокойным и упорядоченным; море, и земля, и человек, и природа движутся у него взаимной любовью — «природы доброхотством». Царь получает власть от любящего Бога, вельможи — «созвездие чертога» царя — пекутся о благе народа и передаче «пользы подвига» потомкам. Россия при этом ближе всего к идеалу законосообразной монархии, в которой сильная и заботливая власть изощряет просвещение и искусства. Совершилось это по воле Петра и его наследников:
Россия в мире есть планета,

Что Пётр чудесно сотворил,

Сияюща в громаде света

Лучами от своих светил.

Кто днесь России не трепещет?

Кто взор завистливый не мещет?

Россия, ты жива Петром!

Петрова духа превосходство

Тебе доставило господство:

Блюди свои весы и гром.
Такую философию И. Виницкий именовал «благонамеренно-оптимистической». Такое мировоззрение не допускало в упорядоченном мире случайностей, а все чудеса природы вызывают благодатное изумление. Когда в имении Хвостова вырос пятиколосный злак, граф повелел его засушить, снять с него гравюру и отдал всё это в музей Вольного экономического общества для лицезрения потомкам:
Трудолюбивый муж мой колос распложает,

Лелеет как родню и право заключает,

Что колосок не есть случайности игрой;

Недаром, говорит, он вырос над Куброй,

И зрея, соками земли родной питался,

И на одном корню пятькратно разметался.

Как пахарь бороной очистит плевел род,

Благотворящий луч согреет нивы плод.
Эти стихи были прочитаны в том же собрании, где главной темой было повышение урожайности злаковых культур в России, и агроном Д. Шелехов читал доклад о трёхпольной системе земледелия. Для Хвостова же засушенный и гравированный колосок, найденный в его владениях, и стихи о нём, прочитанные учёной аудитории и выпущенные отдельной брошюрой с приложением изображения уникального злака, осознавались как «двойной» памятник ему самому. Критики восторженности графа не понимали, в «Северной пчеле» было напечатано пожелание «премудрой природе» даровать графу Хвостову по пятиколосному злаку за каждый удачный стих. Дмитрий Иванович обиделся, как пояснил И. Виницкий, потому, что «если романтики видели небо в чашечке василька, то Хвостов в пятиколосном колоске узрел успехи российского земледелия и оспопрививания». В этом отношении Хвостов никогда не расставался с дворянским идеалом екатерининского правления.
Ещё одной причиной издёвок современников над графом Хвостовым была его творческая оперативность: практически не существовало мало-мальски важных событий в общественной жизни России, на которые он не откликался стихотворением, непременно публикуемым за собственный счёт отдельными листками или брошюркой. Когда 30 августа 1812 года в Петербург пришли известия о Бородинском сражении, Дмитрий Иванович менее чем через неделю написал оду. По предположению И. Виницкого, граф торопился ко дню небесного покровителя князя Кутузова, архистратига Михаила (7 сентября), но именно в тот день до Петербурга дошли слухи о занятии Москвы французами. В этот же день произошла трагедия: в Москве сгорел каменный дом Хвостова стоимостью 60 000 рублей. А. В. Западов, комментируя эти события, истолковал соответствующий пассаж автобиографии так, что для Хвостова невозможность выпустить в свет оду была важнее потери дома. И. Виницкий счёл, что поэт оплакивал равновеликие для него потери: родной дом и собственная ода — это высшие ценности, представляющие взаимодополнительные стороны бытия русского поэта-вельможи, род которого с XIII столетия был связан с Москвой. С событиями 1812 года была связана ещё одна анекдотическая ситуация: в начале октября в сожжённую Москву вошёл Тверской полк ополчения под командованием князя А. А. Шаховского — известного драматурга, коллеги Хвостова по Академии. В воспоминаниях князь писал, что вскоре получил фельдъегерем военного министра толстый пакет, в котором «ожидал найти звёздное или крестное одобрение» своей службы. Но, развернув пакет, Шаховской нашёл в нём не орден, а «кипу печатных стихов графа Хвостова»: зять военного министра наградил героя 120-ю экземплярами собственных произведений.

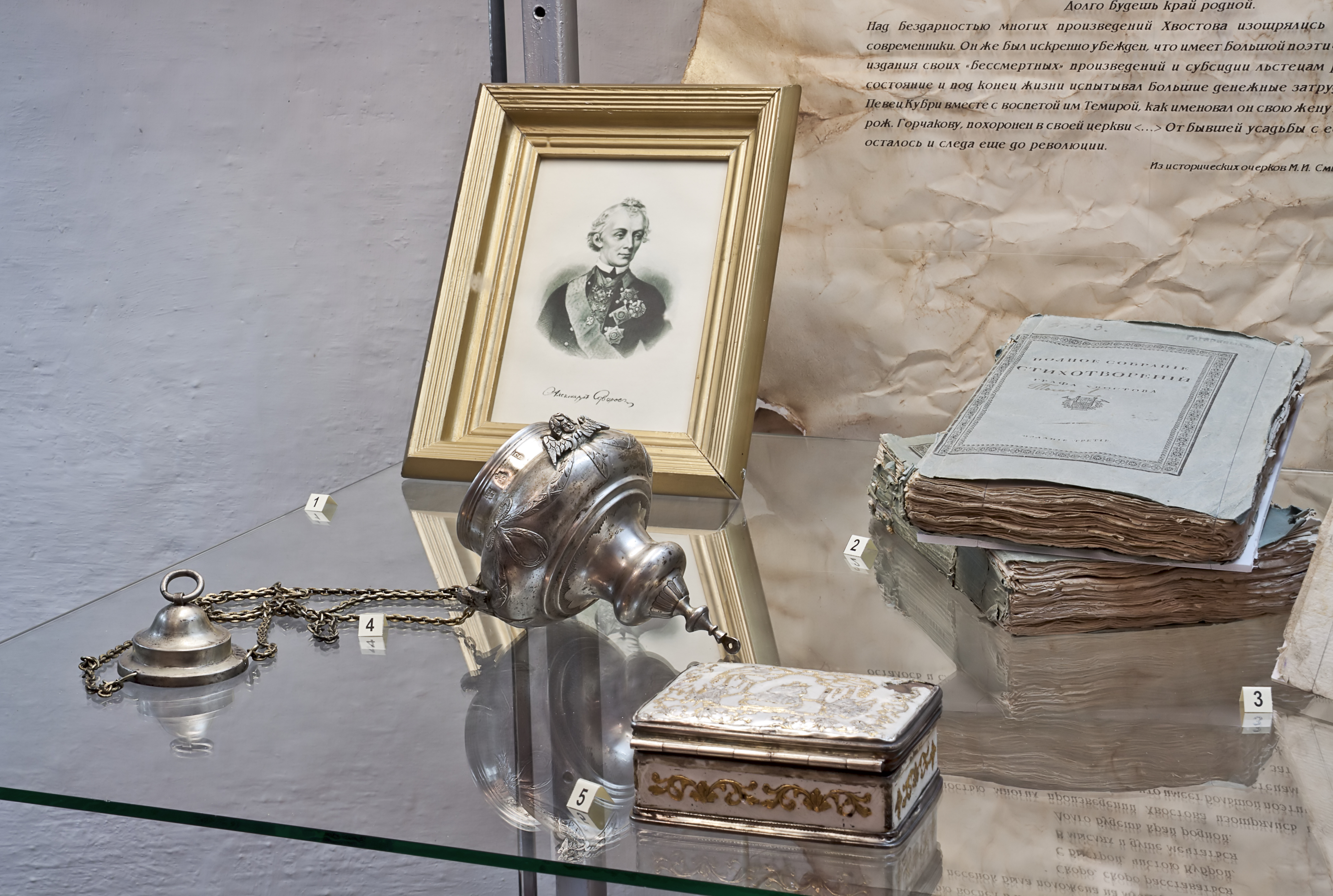
Витрина 9 на выставке «Дорогами Залесья». Переславль-Залесский историко-архитектурный и художественный музей-заповедник, 2011

Хвостов чрезвычайно серьёзно относился к своей литературной миссии и даже в 1820-х годах вопреки насмешникам продолжал свой литературный эксперимент — «сделаться образцовым поэтом, старательно следуя всем незыблемым правилам, установленным теоретиками классицизма, — иначе говоря, стать российской инкарнацией идеального сочинителя, описанного в переведённой им „Науке о стихотворстве“ и других авторитетных трактатах». Он искренне считал себя прямым продолжателем дела Ломоносова и Державина, законодателем русской литературной критики, организатором литературной жизни и покровителем начинающих авторов. Поскольку серьёзные издания почти не печатали его произведений, Хвостов создал, по И. Виницкому, альтернативную литературу со своей системой распространения. Хвостов не был единственным примером такого рода деятельности: по общественно-просветительскому духу ближе всех ему был А. Т. Болотов, который, однако, никогда не писал стихов и всегда находился на далёкой периферии литературных процессов в России. Однако у Хвостова был ещё один современник с репутацией метромана — Н. Е. Струйский, который создал в своём имении полностью самодостаточный и замкнутый поэтический мир, где имелась собственная типография, но в этот мир пускали только доверенных лиц. Принципиальным отличием от него Хвостова было то, что самодостаточная творческая деятельность Дмитрия Ивановича была полностью ориентирована на общественное восприятие.
Одной из самых ярких черт самодостаточности творчества Хвостова было постоянное использование им собственных стихов в качестве эпиграфов к собраниям своих сочинений и отдельным произведениям, иногда с указанием тома и страницы из того же собрания сочинений. По И. Виницкому, в своей совокупности автоэпиграфы образовывали его эстетический и философский катехизис. «Образцовые» выписки из собственных стихотворений, показывающие «полёт, глубокие мысли и высокие чувства Поэта», граф публиковал в предисловиях к своим собраниям произведений. Так, в издательское вступление к первому собранию сочинений Хвостова включалась цитата из оды «Бог», представлявшая творческий охват «знаменитого Автора»:
Где взял я доблесть чувств простую,

Где почерпнул любовь святую?

Отселе возношусь в эфир,

С глубоких бездн несусь на горы,

С долин бросаю к солнцу взоры,

В единый миг объемлю мир.
Поскольку его произведения не включались в поэтические антологии, Дмитрий Иванович Хвостов сам издал хрестоматию русской поэзии, включив в неё свои произведения целиком и в выжимках-апофегмах. Хрестоматия — «Карманная книжка Аонид» — была опубликована И. Георгиевским, но современники считали заказчиком именно Хвостова. И. Виницкий считал в истории словесности подобное декларативное самоцитирование уникальным — в сочинениях Хвостова вообще не было эпиграфов из чужих произведений, за исключением библейских стихов. Если не искать психологических причин (включая нарциссизм), по-видимому, это была реакция графа на вытеснение его из высокой литературы и публичное осмеяние.
Согласно И. Виницкому, глубоко неверно понимание Хвостова как последнего классициста. Будучи переводчиком и пропагандистом Буало и союзником А. С. Шишкова, «классик Хвостов в своей… поэтической жизнедеятельности показал нам, сам того не ведая, инфантильно доведённое до предела романтическое жизнетворчество».

### Поэтика Хвостова
Своеобразие мировидения Д. И. Хвостова заключалось, по А. Махову, в том, что «в эпоху победного вторжения реальности в литературу он оставался к этой реальности совершенно равнодушен». Насмешки современников вызвала притча «Два прохожие», в которой откровенно нарушался закон оптики: отдалённый предмет кажется меньше. В графской притче прохожим показалась издали туча; потом она показалась горою; потом подошли ближе, увидели, что это куча. В притчах из того же сборника осёл лезет на рябину и «крепко лапами за дерево хватает»; голубь — разгрыз зубами узелки; сума надувается от вздохов; уж — «становится на колени»; вор — «ружьё наметил из-за гор». История с зубастым голубем имела продолжение: книга притч, вышедшая в 1802 году, была посвящена великому князю Николаю Павловичу — будущему императору. Над зубастой птицей (басня была переложением Лафонтена) издевались Д. В. Дашков и сатирик А. Е. Измайлов; члены «Арзамаса» и А. С. Пушкин, назвавший Хвостова «отцом зубастых голубей».
И. Виницкий подчёркивал, что всё перечисленное является продуктом поэтической системы. Парадоксальным образом Хвостов провозглашал свою «ревность обратить писателей к природе и древним образцам». А. Махов отмечал: чтобы понять, как Дмитрий Иванович воспринимал «природу», следует учитывать, что он её, видимо, не отделял от «древних образцов».

…Вот как сам он формулирует свое типичное творческое задание: «Сочинить для Лицея стихотворение, под названием Сатурн или Время, в котором следует описать его так, как изображают древние: с косою в руках, стоящим на песочных часах в виде мужа, готового к полету, с острыми глазами с двойчатым лицом, представляющим вместе цветущую юность и дряхлую старость». И здесь же примечание Хвостова: «Аллегория Время осталась в архиве сочинителя». «Время» с «двойчатым лицом» — да при чём тут вообще «природа» и «реальность»?

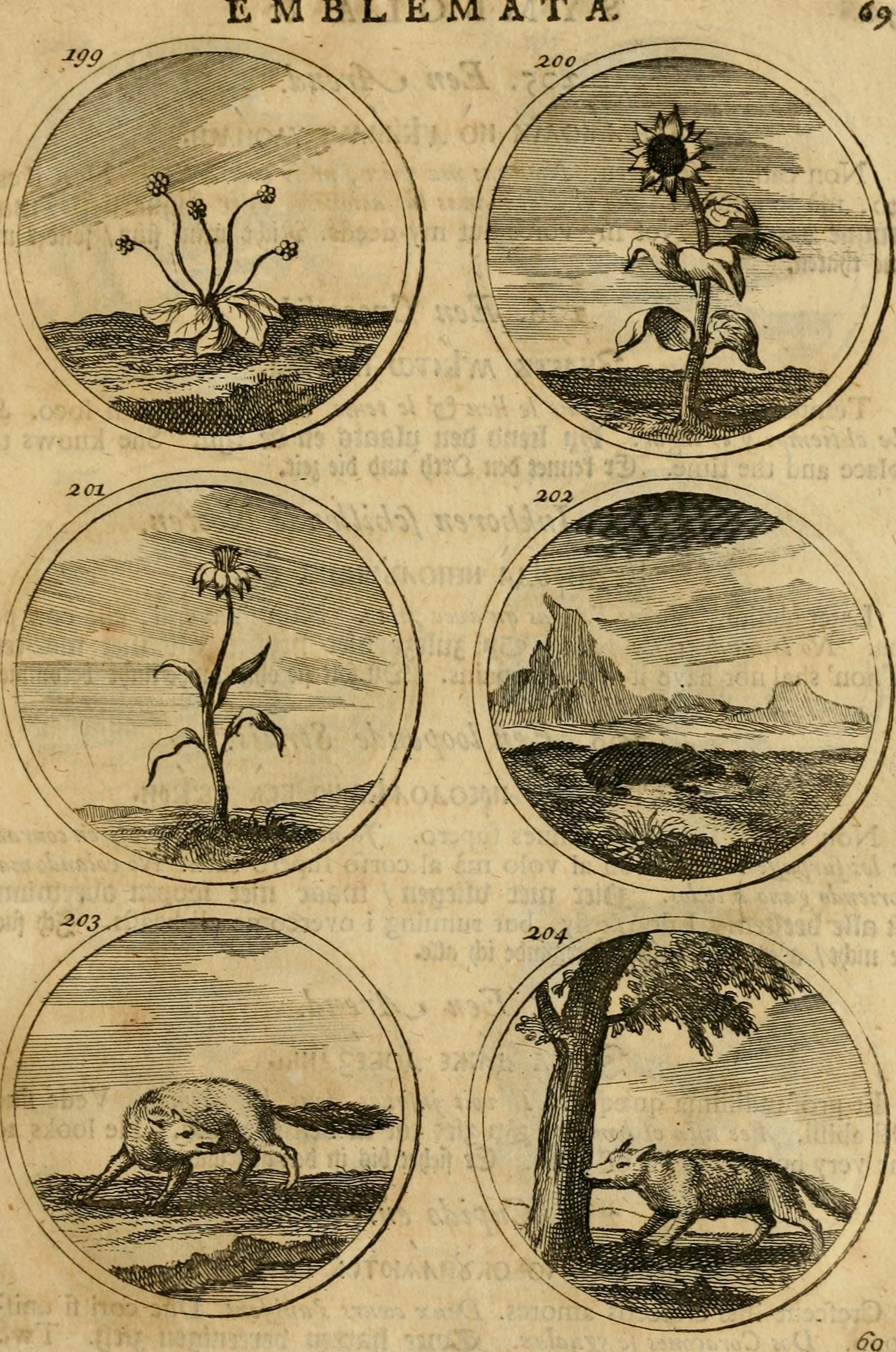
Страница «Символов и эмвлем» 1705 года издания

А. Е. Махов предложил гипотезу, объясняющую поэтическое кредо и особенности художественного мышления Дмитрия Ивановича Хвостова. В июне 1817 года граф написал оду на бракосочетание великого князя Николая Павловича, которое совершилось только 1 июля того же года. Иными словами, Хвостов был полностью замкнут в культурно-эстетической сфере; реальность для него заменялась миром аллегории и эмблемы. То есть художественными образами Хвостова, одновременно природой и образцом для него были эмблемы. А. Махов проводил расшифровку некоторых хвостовских образов на основе самой популярной в тогдашней России книге «Емвлемы и символы», впервые опубликованной ещё в 1705 году и неоднократно воспроизводившейся. Басни и притчи — жанры, вызвавшие больше всего нападок на Хвостова, — тесно связаны с эмблемой: многие эмблемы представляют собой как бы аббревиатуры басен. Однако у И. А. Крылова басня потеряла связь с эмблемой и развивалась в сторону реализма. Напротив, в притче Хвостова крот доволен своей слепотой:
На что мне знать, на небе свет какой?

Я в тщетных замыслах отнюдь не утопаю;

Я сыт в моей норе — покойно засыпаю,

Мне нужен рот —

На что глаза? — без них я крот.
В разъяснении соответствующей эмблемы (№ 202) крот «слеп есть и ищет темноты»; аналогично, заяц, спящий с открытыми глазами, восходит к эмблеме, где символизирует бдительность (№ 596). Притча «Лев и невеста» развивает популярную тему эмблематики: купидон укрощает льва, Хвостов лишь добавил в эмблему трагикомические подробности:
Царь лев, случась у ней [любви] в оковах строгих,

Согласен был на все; позволил, как глупец,

И когти срезать с лап и вырвать зубы;

Оставил только губы,

И длинну шерсть своей богатой шубы…
Для мышления Хвостова была характерна комбинаторика: прекрасно зная, что в реальности у львов не бывает губ, а у голубей — зубов, он оправдывался перед современниками, но продолжал создавать аналогичные произведения. Граф Хвостов стремился к номенклатурной типизации эмблем: все живые существа в его баснях наделены одинаковым набором органов, все антропоморфны, что по А. Махову, было влиянием просветительского «разума». Д. В. Дашков в своей издевательской речи 1812 года заявил, что Хвостов творит «новый мир, новую природу»; напротив: Дмитрий Иванович упорядочивал природу имеющуюся. Получались единственные в своём роде образы уже в стихотворениях 1830-х годов: червяк — «искусно лапкой загребает», а змей — «плечист».
Одной из постоянных тем в творчестве Хвостова была смерть, но совершенно не похожая по образному отображению на соответствующие мотивы у романтиков. Хвостова занимала связь между мёртвыми и живыми, более того, он настойчиво уверял, что его перевод «Науки стихотворной» Буало прислан ему Тредиаковским с того света. По-видимому, это не было шуткой. Принимая маску литературного «мертвеца», Хвостов провозглашал своё бессмертие. Это объясняет, почему одним из излюбленных его жанров были эпитафии, которые граф писал по любому поводу. По одной из версий, такое мировоззрение, транслируемое на окружающих, сделало действительную смерть графа незамеченной современниками. Вполне возможно, что писательский труд воспринимался им как действительное бессмертие, что позволяет объяснить перфекционизм Хвостова: он до самой кончины непрестанно переделывал свои старые произведения, чутко реагируя на все замечания, высказываемые современниками даже младшего поколения. Некоторая ирреальность поэтического творчества Хвостова выразилась в литературном «предсказании» петербургского наводнения 1824 года, выраженного в нескольких произведениях графа. Как предсказание «Ода издателю моих стихотворений» 1815 года была воспринята Пушкиным.
И. Виницкий, не отрицая справедливости гипотезы А. Махова, подчёркивал, что поэтика Хвостова наивна, более того, графу была свойственна наивность как категория восприятия мира:

Детская наивность — здесь: неразличение между реальным и воображаемым, буквальным и условным, бытовым и поэтическим — была в высшей степени свойственна графу Дмитрию Ивановичу. Он постоянно попадает в комические ситуации, потому что в принципе не может посмотреть на себя со стороны. Поэт Катенин удивлялся, как же Хвостов, старый ведь человек, не чувствует, что выглядит смешно. Но в том-то и дело, что Хвостов не боялся быть смешным, потому что по голубиной наивности не видел ничего смешного в своём поведении (обиды — это другое). Поэзия и жизнь для него были в прямом смысле слова одно и то же, в отличие от его современников, декларативно провозглашавших этот принцип единства, но чётко различавших в своей деятельности две эти сферы (Жуковский, А. С. Грибоедов, А. С. Пушкин, да и М. Ю. Лермонтов позднее). Ещё раз: для наивного мироощущения Хвостова (по крайней мере, с начала 1800-х годов) поэзия и жизнь были едины, точнее, первая поглощала последнюю (и по времени, и по бюджету: сколько он тратил на свое поэтическое противостояние с не признававшим его «взрослым» миром!).

## Оценки и наследие

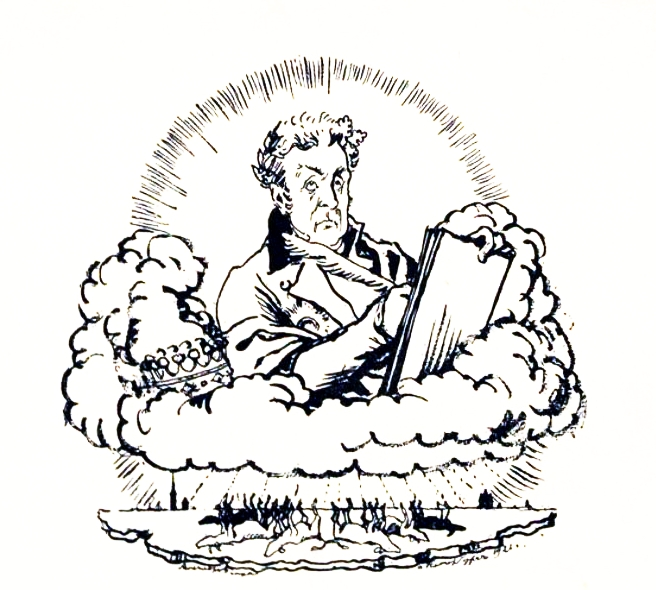
А. Н. Бенуа. «И граф Хвостов, поэт, любимый небесами…», 1915

Д. И. Хвостов, наряду с Евгением (Болховитиновым), выступил одним из зачинателей биобиблиографии в России. Собираемый графом архив представляет большую ценность, поскольку Хвостов формировал его как фундамент для словаря писателей, тщательно собирал рукописи и переписку, а также фиксировал в своих «Записках о словесности» события литературно-общественной жизни. После кончины стихотворца архив находился в собрании М. И. Семевского, откуда был передан в Пушкинский Дом. По описанию А. В. Западова, хвостовский архив включал 80 объёмных томов переплетённых документов, число листов в каждом из томов доходило до 300. Хронологически бумаги охватывают период от 1770-х годов до кончины владельца в 1835 году. Основной объём составляли рукописи самого Хвостова и его переписка с широким кругом корреспондентов. Архив собирался сознательно, Дмитрий Иванович наиболее интересные с его точки зрения материалы хранил в подлиннике и снятых с него списках. Каждый том был переплетён в кожу с золотым тиснением и снабжён оглавлением; документы нумеровались. Иными словами, воспринимая себя живым классиком, Д. И. Хвостов пытался в максимальной степени облегчить последующим поколениям работу по исследованию своего творчества. Это же выражалось в печатании подробнейших комментариев к собственным сочинениям.
По определению И. Ю. Виницкого,

«…В истории русской литературы или, точнее, русского литературного баснословия именно Хвостов занимает место главного русского антипоэта, короля графоманов, сочинителя жалких од, смехотворных притч и скучнейших поэтических переводов».
В том же контексте И. Булкина отмечала, что Хвостов выступил в русской литературе как «живая аллегория графомана», пока не появился эталонный литературный графоман — капитан Лебядкин; интерес Ф. М. Достоевского к психологии метромана был непосредственно связан с Хвостовым. С точки зрения Ю. М. Лотмана, феномен Хвостова объяснялся литературной ситуацией первой четверти XIX века, в частности, борьбой карамзинистов с шишковистами. «Система нуждалась в контрастах и сама их создавала», иными словами, поэты разного уровня и разной литературно-политической ориентации создавали произведения, находящиеся за пределами теоретической доктрины, к которым неприменимы литературные программы и нормы. Культивируемая в кругу арзамасцев «бессмыслица» представляла собой стилистические и семантические сочетания, запрещённые здравым смыслом и поэтическими нормами. По Ю. Лотману, в них накапливался опыт неожиданных семантических сцеплений, основа метафоризма стиля: «„Галиматья“ имела своих классиков. С этим же связана специфическая слава Хвостова: создаваемые им всерьёз произведения воспринимались читателями как классика бессмыслицы. Но при этом за ними признавалась своеобразная яркость, незаурядность». И. Виницкий отмечал, что антипоэтов «выбирают или назначают более удачливые современные поэты и критики из числа литературных неудачников»; предшественником Хвостова в этой роли был Тредиаковский, «назначенный» лично императрицей Екатериной II, преимущественно, по политическим мотивам. Дмитрий Иванович Хвостов, являясь «классиком»-долгожителем, оказался одинаково удобной мишенью для всех политических партий своей эпохи. Однако при этом он воспринимался как «комический спутник, незадачливый трикстер или гротескный двойник истинного автора, будь то Державин, Дмитриев, Карамзин или Пушкин. Более того, общим местом русской хвостовианы стало утверждение, что в каждом из поэтов есть частица Хвостова». В этом отношении С. Рассадин именовал его «счастливейшей из жертв» литературного перелома.
Превращение Д. Хвостова в «антипоэта» совершалось сознательными усилиями современников в 1810-е годы; эта тенденция усилилась в последующее десятилетие. Первоначальная атака на него была начата в 1805—1806 годах И. Дмитриевым из-за личностного и литературного конфликта. Как отмечал В. Э. Вацуро, именно тогда началось последовательное построение биографии Хвостова-графомана, когда из его почти необозримой поэтической продукции отбирались и передавались именно примеры «галиматьи». Пародийной мифологизации подверглась не только поэзия, но и биография Хвостова. Между тем, согласно М. Е. Амелину, Хвостов был учителем младших современников «от противного». В мемуарах М. А. Дмитриева засвидетельствовано, что Карамзин однажды призвал Хвостова «учить наших авторов как должно писать». По М. Амелину, «не будь Хвостова, наверно, Жуковский был бы уныл, Вяземский — неостроумен, Языков — назидателен, а Пушкин — тяжеловесен».
После его кончины, по наблюдению И. Виницкого, интерес к наследию Хвостова и его месту в русской литературе оживлялся в периоды литературных ренессансов в России. Первым исследователем его творчества выступил Елисей Колбасин, опубликовавший в 1862 году первую длинную статью о Хвостове в журнале братьев Достоевских «Время». Подъём интереса к Хвостову был отмечен в 1920-е и 1970-е годы, когда к его наследию обращались Ю. Тынянов и Ю. Лотман, а некоторые басни и стихотворения увидели свет в изданиях «Библиотеки поэта». Постоянным интерес к Хвостову стал на рубеже 1990—2000 годов, особенно в контексте журнальных споров о природе графомании. Ещё в 1997 году в серии «Библиотека графомана» увидело свет первое после его кончины собрание стихотворений графа. В рецензии А. Замостьянова иллюстрировалось постмодернистское восприятие поэзии Хвостова:

Чтение Хвостова особенно занимательно для читателей современной поэзии. Непосредственный примитивизм беспомощных хвостовских словоконструкций может показаться им изысканной стилизацией, доводящей до абсурда высокий лиризм Ломоносова, Державина, Пушкина. Вообразите простодушного графа тайным Приговым или — бери выше — Глазковым начала XIX века, и его строки наполнятся для вас новой, основательной художественностью.
Более объёмное собрание сочинений увидело свет в 1999 году и было снабжено глубоким литературоведческим комментарием О. Л. Кулагиной (Довгий) и А. Е. Махова. 23 мая 2015 года в РГГУ был проведён круглый стол «Пир у графа Хвостова». Участники конференции пришли к выводу, что среди многочисленных направлений изучения поэтики Хвостова особенно перспективным представляется его связь с европейской эмблематической традицией. Было принято решение по результатам первой хвостовской конференции опубликовать коллективную монографию. Первое монографическое исследование жизни и творчества Хвостова было опубликовано в 2017 году И. Ю. Виницким. В рецензии Марии Нестеренко отмечалось, что книга посвящена М. Г. Альтшуллеру, который вершил «историко-научное оправдание незаслуженно осмеянных авторов», и потому он не только «историк блестящих литературных неудач, но и адвокат дерзких литературных неудачников». Эту же характеристику рецензент прилагала к И. Виницкому и его исследованию.

## Сочинения и переводы
- Андромаха : Трагедия / Сочинение в стихах в пяти действиях г. Рассина : Перевёл Д. И. Хвостов. — Санктпетербург : При Имп. Акад. наук, 1794. — [12], 98 с.
- Известие о жизни Ивана Афонасьевича Дмитревскаго Российской Императорской академии, многих учёных сословий члена и знаменитаго актёра. — Санктпетербург : В типографии Императорскаго Воспитательнаго дома, 1822. — 15 с.
- Путевыя записки графа Д. И. Хвостова, Сочинённые им во время путешествия его из Санктпетербурга по Тихвинскому тракту в разныя города Российской империи и обратно в Санктпетербург; с приложением истории Смоленскаго кадетскаго корпуса, письма к графу Коновницыну, историческаго описания Арзамаса и проч. и проч. : Изданные М. Н. Макаровым. — М. : В Университетской типографии, 1824. — 67 с.
- Моя исповедь, 1829 года мая 30 дня : Стихотворение гр. Хвостова с нем. переводом. — СПб. : Акад. наук, 1829. — 9 с.
- Наука о стихотворстве: Поэма дидактическая в четырёх песнях / Сочинение Буало Депрео : Пер. стихами с фр. яз., вместе с подлинником, гр. Хвостова. — Изд. 4-е. — СПб. : Типография Плюшара, 1830. — 143 с.
- Предосторожность от повальных болезней / Соч. гр. Д.И. Хвостова. — СПб. : тип. Деп. нар. прос., 1832. — 26 с.
- Избранные сочинения графа Хвостова / Сост., примеч., статьи М. Амелина. — М. : Совпадение, 1997. — 93 с. — (Библиотека графомана). — ISBN 5-86435-012-6.
- Сочинения / Граф Дмитрий Иванович Хвостов. — М. : INTRADA, 1999. — 223 с. — ISBN 5-87604-042-8.

### Словарно-энциклопедические издания
- Вдовина Л. Н. Хвостов Дмитрий Иванович // А. Ю. Андреев, Д. А. Цыганков Императорский Московский университет: 1755-1917 : энциклопедический словарь. — М.: Российская политическая энциклопедия (РОССПЭН), 2010. — С. 792—793. — ISBN 978-5-8243-1429-8.
- Коробка Н. И. Хвостов, Дмитрий Иванович // Энциклопедический словарь Брокгауза и Ефрона : в 86 т. (82 т. и 4 доп.). — СПб., 1903. — Т. XXXVII. — С. 142.
- Модзалевский Б. Л. Хвостов, Дмитрий Иванович // Русский биографический словарь : в 25 томах. — СПб., 1901. — Т. 21: Фабер — Цявловский. — С. 297–300.
- Пешумова Т. В., Виницкий И. Ю. Хвостов, Дмитрий Иванович // Русские писатели. 1800—1917. Биографический словарь / Гл. ред. Б. Ф. Егоров. — М. : Нестор-История, 2019. — Т. 6: С—Ч. — С. 505—509. — 656 с. — ISBN 978-5-4469-1616-0.
- Фризман Л. Г. Хвостов, Дмитрий Иванович // Краткая литературная энциклопедия / Гл. ред. А. А. Сурков. — М. : Советская энциклопедия, 1975. — Т. 8: Флобер—Яшпал. — С. 243. — 1136 с.
- Хвостов Дмитрий Иванович // Биографический словарь. Высшие чины Российской Империи (22.10.1721—2.03.1917) / Сост. Е. Л. Потёмкин. — М. : [б. и.], 2017. — Т. III. Р—Я. — С. 400. — 597 с.
- Хвостов / В. Л. Коровин // Большая российская энциклопедия : [в 35 т.] / гл. ред. Ю. С. Осипов. — М. : Большая российская энциклопедия, 2004—2017.

### Монографии и статьи
- Балакин А. Ю. Пушкин — читатель графа Хвостова. (I. «Что за прелесть его послание!») // Западный сборник: В честь 80-летия Петра Романовича Заборова. — 2011. — С. 29—43.
- Виницкий И. Ю. Граф Сардинский: Дмитрий Хвостов и русская культура. — М. : Новое литературное обозрение, 2017. — 352 с. — (Новое литературное обозрение. Научное приложение; Вып. 159). — ISBN 978-5-4448-0607-4.
- Граф Дмитрий Иванович Хвостов. Сочинения / Сост. О. Л. Довгий, А. М. Махов. — М. : Intrada, 1999. — 224 с. — ISBN 5-87604-042-8.
- Дмитрий Иванович Хвостов // Поэты 1790-1810-х годов / Вст. статья и сост. Ю. М. Лотмана; Подг. текста М. Г. Альтшуллера. — Л. : Советский писатель, 1971. — С. 424—446.
- Из архива Хвостова / Публикация А. В. Западова // Литературный архив. Материалы по истории литературы и общественного движения. — 1938. — Т. 1. — С. 359—407.
- Мазур Н. Н. Маска неистового стихотворца в «Евгении Онегине»: полемические функции // Пушкин и его современники. — 2009. — Вып. 5. — С. 141—208.
- Последние минуты Суворова / Сообщ. А. // Русская старина. — 1909. — Т. 140, № 11. — С. 286.
- Пушкин и Хвостов / Публикация А. В. Западова // Литературный архив. — 1938. — Т. 1. — С. 265—272.
- Рассадин С. Б. Русские, или Из дворян в интеллигенты. — М. : Текст, 2005. — С. 71—81. — 479 с. — (Коллекция/Текст). — ISBN 5-7515-0491-1.
- Русский литературный анекдот конца XVIII — начала XIX века / Вступ. ст. Е. Курганова; Сост. и примеч. Е. Курганова и Н. Охотина. — М. : Худож. лит., 1990. — С. 142—157. — 270 с. — ISBN 5-280-01010-3.
- Тынянов Ю. Н. «Ода его сиятельству графу Хвостову» // Пушкинский сборник памяти профессора Семёна Афанасьевича Венгерова. Пушкинист IV. — 1922. — С. 75—92.
- Хвостов Д. И. История о светлости князя Суворова. (Записка Хвостова) // Русская старина. — 1900. — Т. 102, № 5. — С. 336—337.